# Reconstrucciones del Templo de Salomón
A lo largo de la historia se han sucedido multitud de intentos de evocar, replicar o reconstruir el Templo de Jerusalén, ya sea en libros, pinturas, maquetas o edificios auténticos, basándose en las descripciones escritas del Templo de Salomón o el Segundo Templo de Herodes en Jerusalén o en la idea que se tenía en las diferentes épocas del mismo.

## Maquetas y reconstrucciones gráficas computarizadas
En el siglo XVII, el rabino Jacob Judá León de Ámsterdam (1602-1675) construyó una conocida maqueta del templo basada en su comprensión de las especificaciones bíblicas y talmúdicas.
Otra destacada maqueta fue construida por Gerhard Schott (Hamburgo, 1641-1702), siguiendo la interpretación del jesuita español Juan Bautista Villalpando. La maqueta de Schott puede contemplarse en la Hamburgmuseum en Hamburgo.
Conrad Schick construyó una serie de réplicas del templo judío. Su maqueta del Tabernáculo bíblico fue contemplada por muchos reyes, y se exhibió en el Reino Unido y en la Feria Mundial de Viena de 1873. Fue comprado por el rey de Württemberg, que concedió el título de caballero a Schick en reconocimiento a su labor. Schick también construyó una réplica del Monte del Templo con la Cúpula de la Roca para el sultán otomano. Su última maqueta representaba el Monte del Templo en cuatro épocas diferentes, y fue mostrada en la Feria Mundial de St. Louis de 1904. Una maqueta a escala se podía ver en el Yeshiva Chachmei Lublin, pero fue destruida durante la Segunda Guerra Mundial. Dos de los modelos de Schick se encuentran en el sótano de la Escuela Schmidt para niñas en el Este de Jerusalén, cerca de la puerta Nablus.
Entre los Museos que exhiben destacadas maquetas del Tempolo se incluyen el Museo Bijbels del Templo ("Museo Bíblico") en Ámsterdam , el Museo de Israel en Jerusalén, que ahora alberga el modelo de Jerusalén en el Período Tardío con el Segundo Templo, construido originalmente por el arqueólogo Michael Avi-Yonah en el hotel Holyland y el Museo de la Universidad Yeshiva en Manhattan, que cuenta con maquetas del arquitecto y arqueólogo Leen Ritmeyer. El Centro Norte de Visitantes de la Manzana del Templo, en Salt Lake City, Utah, cuenta con una maqueta de Jerusalén tal y como la conoció Jesucristo.
Alec Garrard de Norfolk, en el Reino Unido, trabajó durante treinta años en la creación de un modelo a escala 1:100 del Templo de Herodes. Para algunos su maqueta es la versión más auténtica del templo.
El Parque de Palestina en los terrenos de la Chautauqua Institution en Chautauqua (Nueva York) tiene una pequeña réplica del templo, parte de un mapa topográfico de Tierra Santa, con el Mar de Galilea, el río Jordán, el Mar Muerto y las costas del lago Chautauqua que representan al Mediterráneo.
La Holy Land Experience es un parque temático cristiano en Orlando, Florida, que cuenta con una gran maqueta del Templo de Herodes dentro de una réplica de la Jerusalén de los tiempos de Jesús diseñada por el arquitecto Michael Avi-Yonah.

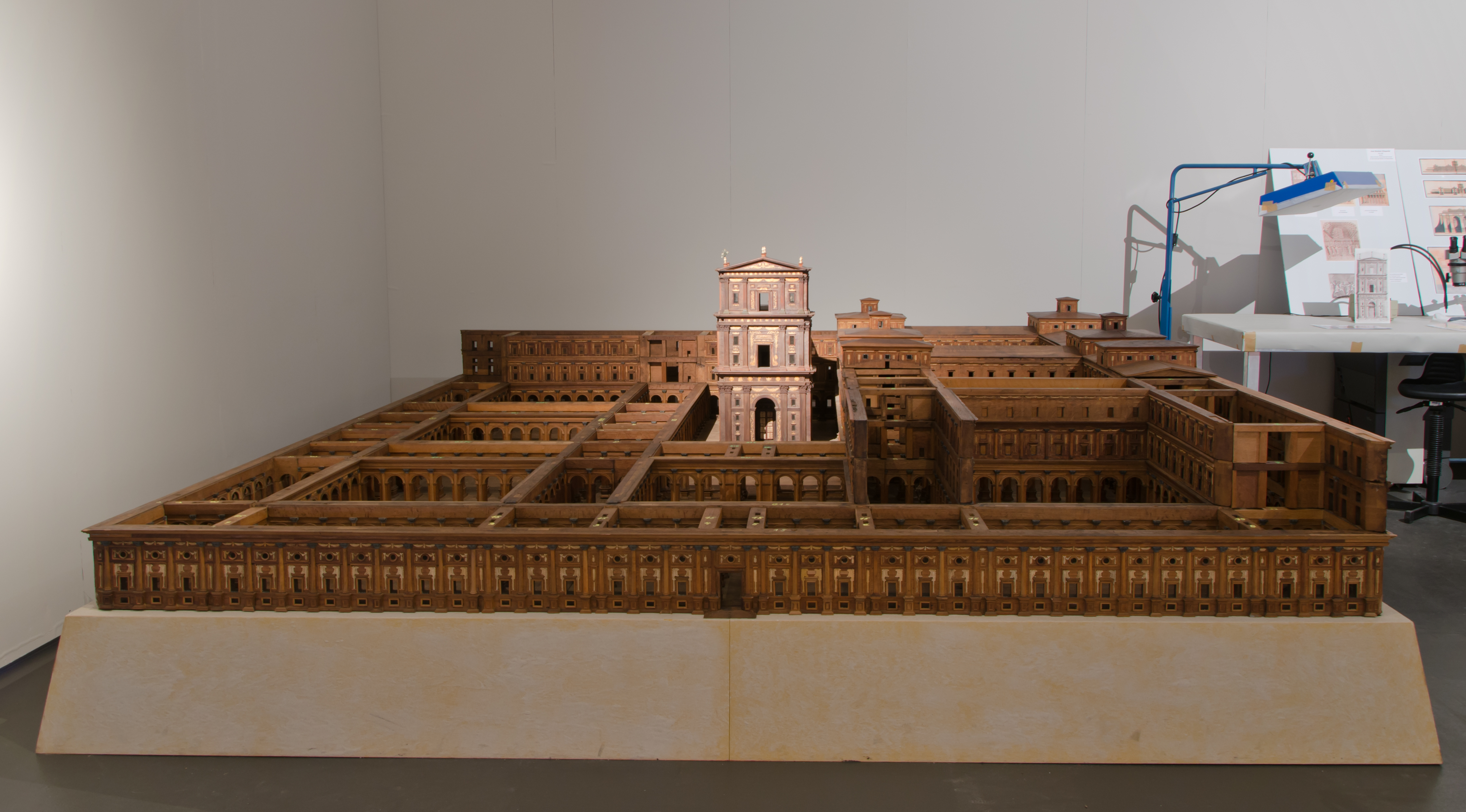
Gerhard Schott
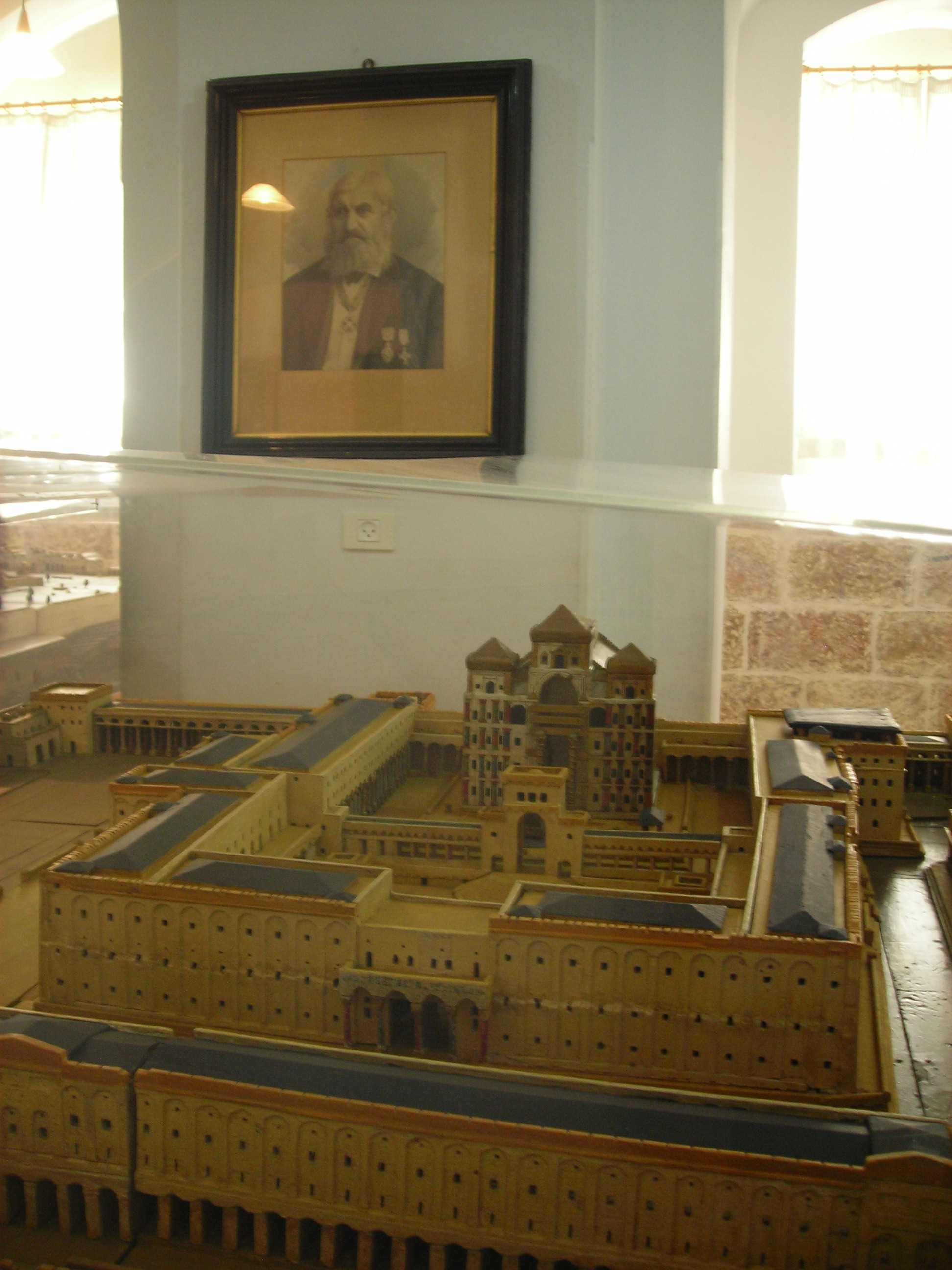
Conrad Schick
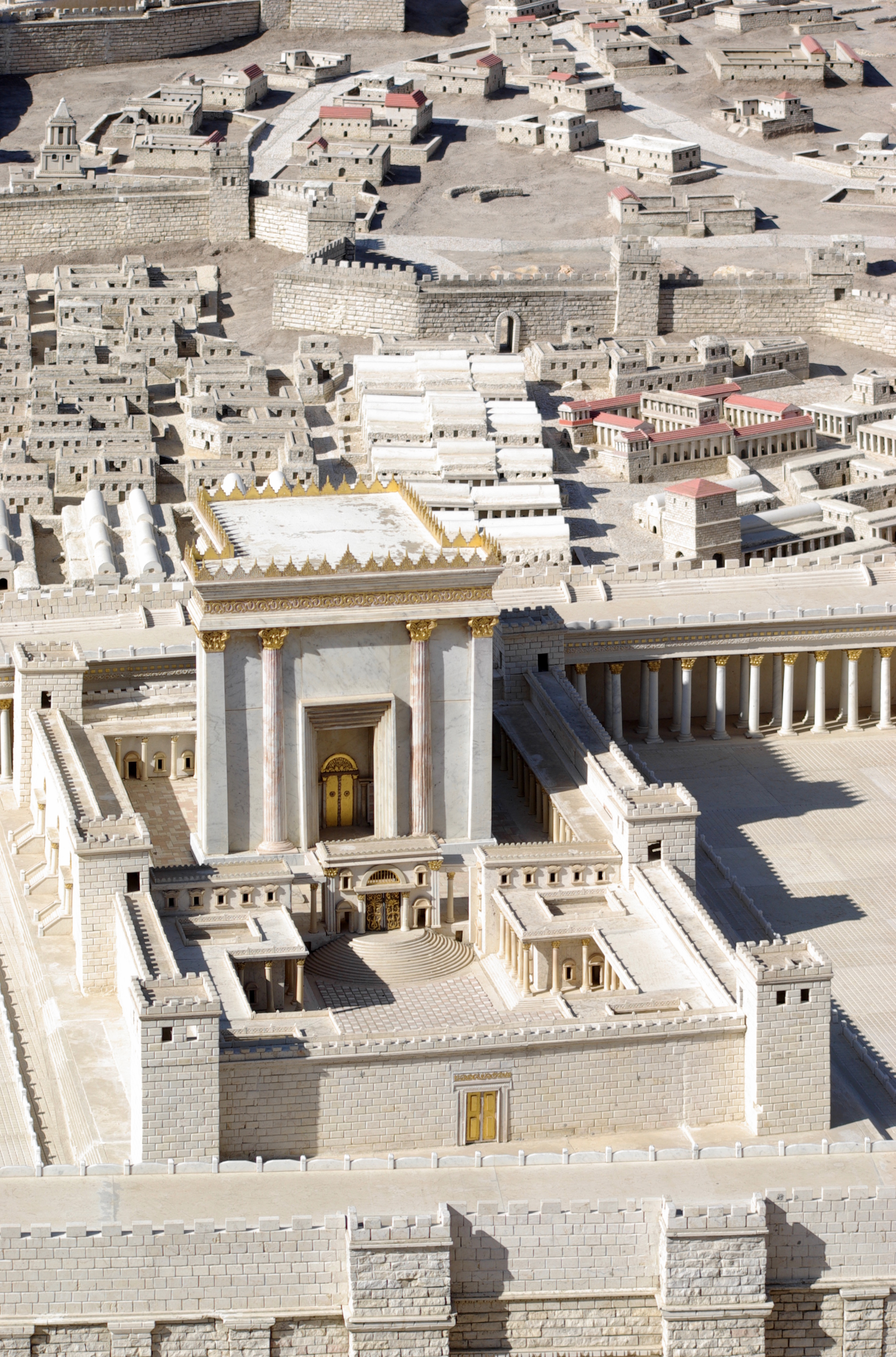
Michael Avi-Yonah
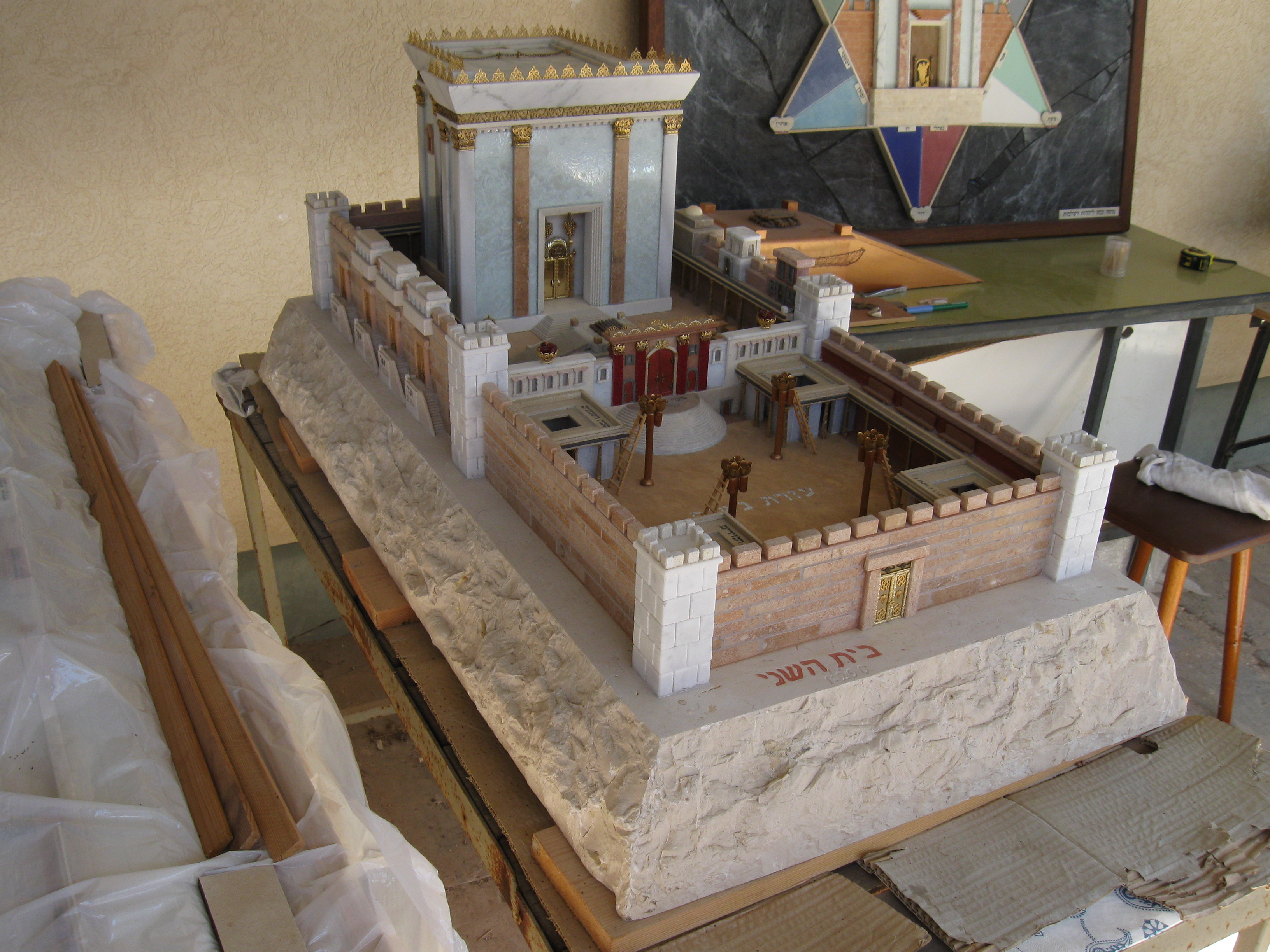
Michael Osnis

Existen también reconstrucciones gráficas computarizadas del Templo de Salomón; algunas de ellas presentan aspectos que tienen sustento en el texto bíblico, pero también otros que son fruto de la imaginación de quienes realizaron dichas reconstrucciones gráficas.

## Edificios
Un gran número de iglesias y sinagogas han sido diseñados con la idea de evocar el Templo de Salomón. Algunos lo intentaron literalmente. otros por motivos diferentes, como para señalar que se trataba de la Domus Dei, la Casa de Dios. 
- 524-527 d. C.: Iglesia de San Polieucto en Constantinopla. Fue construida por Anicia Juliana con las proporciones exactas que refiere la Biblia del Santuario del Templo de Salomón.[12] Fue la iglesia más grande de Constantinopla hasta la construcción de Santa Sofía.
- 1563-1584: Monasterio de El Escorial, Madrid. Fue diseñado para el rey Felipe II por el arquitecto Juan Bautista de Toledo a partir de las descripciones del Templo de Jerusalén de Flavio Josefo.[13] El eje central revela el mismo patrón de patio-Santuario-Santo de los Santos.
- 1844: Iglesia Old Whalers en Sag Harbor, Nueva York. Fue construida por el arquitecto Minard Lafever como una réplica del Templo.[14][15]
- 1847-1893: Templo de Salt Lake City de la Iglesia de Jesucristo de los Santos de los Últimos Días, Utah. El Templo está orientado hacia Jerusalén y la gran pila bautismal está apoyada en los lomos de doce bueyes, como el mar de bronce del Templo de Salomón. El Libro de Mormón afirma que algunos de los judíos que huyeron de Jerusalén poco antes de que el Templo fuera destruido por los babilonios en el año 586 a. C. huyó a Estados Unidos, donde se construyó un nuevo templo «a la manera del Templo de Salomón».[16] Todos los templos mormones son, según esta idea, evocaciones del Templo de Salomón.[17] El Templo de Cardston, Alberta, en Canadá, el Templo de Laie en Hawái y el Templo de Mesa (Arizona) son ejemplos de edificios de esta Iglesia diseñados imitando al Segundo Templo construido por el rey Herodes.[18]
- 1872: Sinagoga de la calle Rumbach de estilo morisco, en Budapest (Hungría), la mayor sinagoga en Europa y la segunda más grande del mundo. Fue construida en 1872 según el diseño del arquitecto vienés Otto Wagner. Es un homenaje al estilo del santuario octogonal de la Cúpula de la Roca en Jerusalén, maclado con la planta del Templo original de Salomón en «T» invertida. Las dos torres de su fachada evocan a las famosas columnas Jachin y Boaz.
- 1906: Templo de Israel, Boston, Massachusetts. Este edificio fue pensado para ser una réplica de la Templo.[19]
- 1909: Instituto Hebreo de Herzliya,Tel Aviv. El edificio fue diseñado por Joseph Barsky, pretende evocar el Templo de Salomón con una clara inspiración en las famosas imágenes de Charles Chipiez.[20]
- 2010-2014: Iglesia Universal del Reino de Dios, São Paulo, Brasil. La Universal Church of the Kingdom of God inició en 2010 la construcción de una réplica del Templo de Salomón, que según informes de la prensa local, sería una "réplica exacta" del antiguo templo,  pero con mayores dimensiones,[21] pese a parecerse considerablemente más al Templo de Herodes. El templo se inauguró en julio de 2014. La megaiglesia tiene capacidad para 10.000 fieles y mide 180 pies de altura (55 metros, el equivalente a 100 codos), la altura de un edificio de 18 pisos.

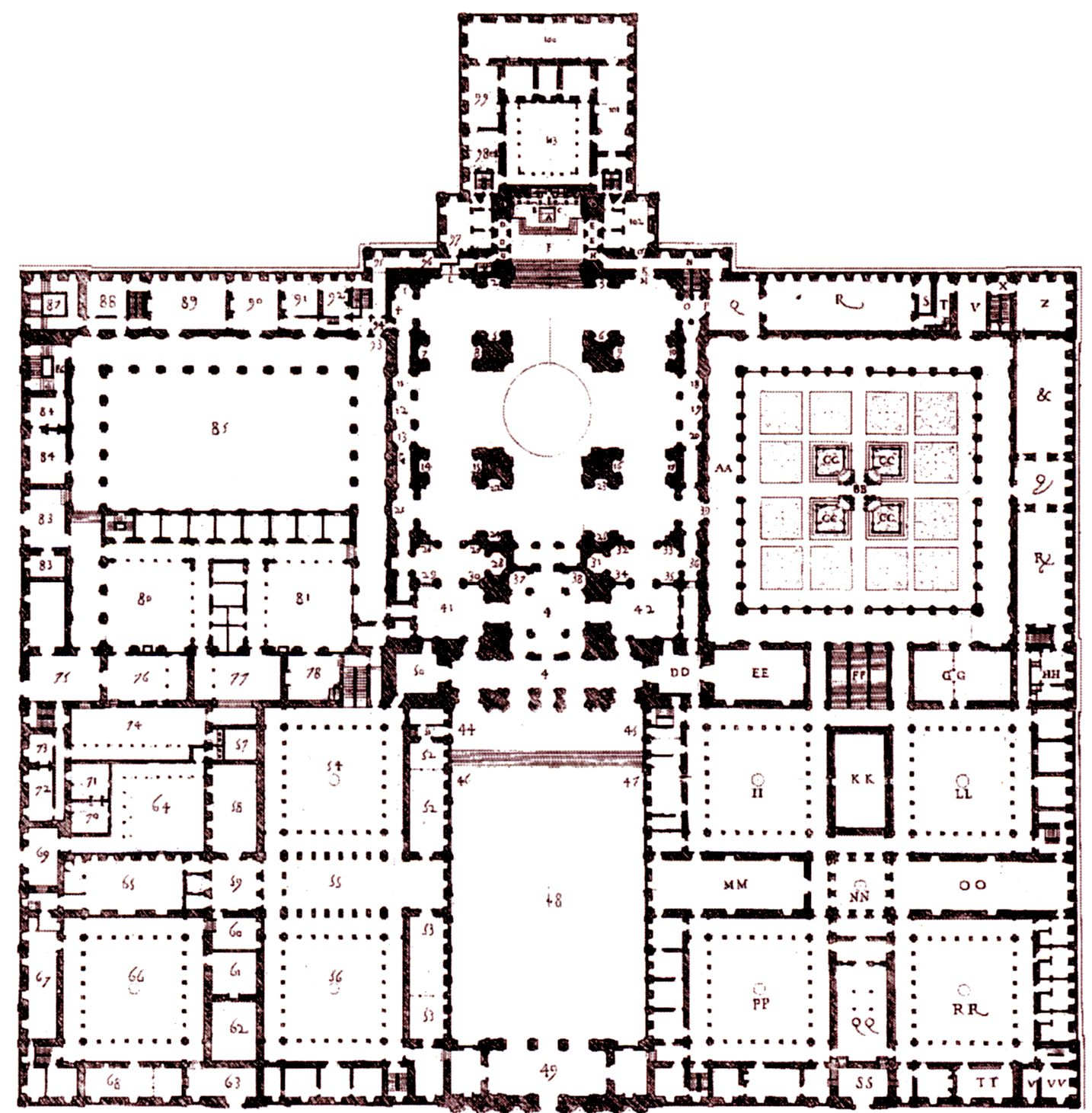
Monasterio de El Escorial (1584)
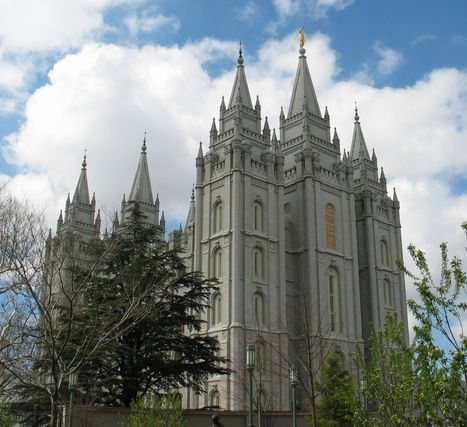
Templo de Salt Lake (1847)
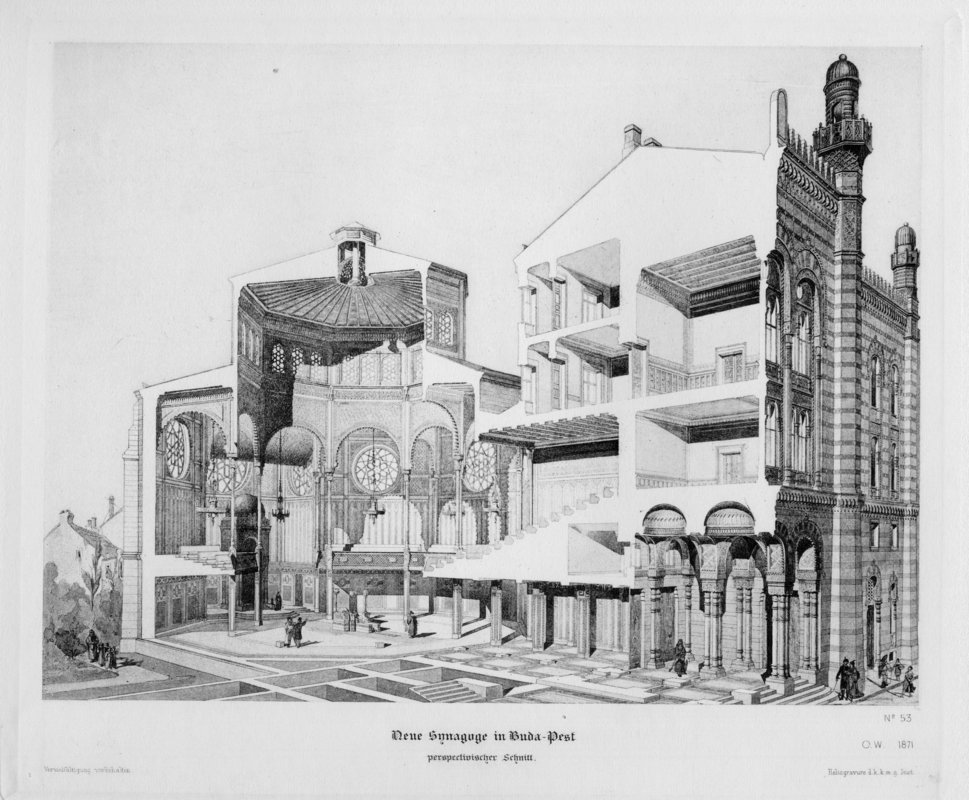
Gran Sinagoga de Budapest (1872)
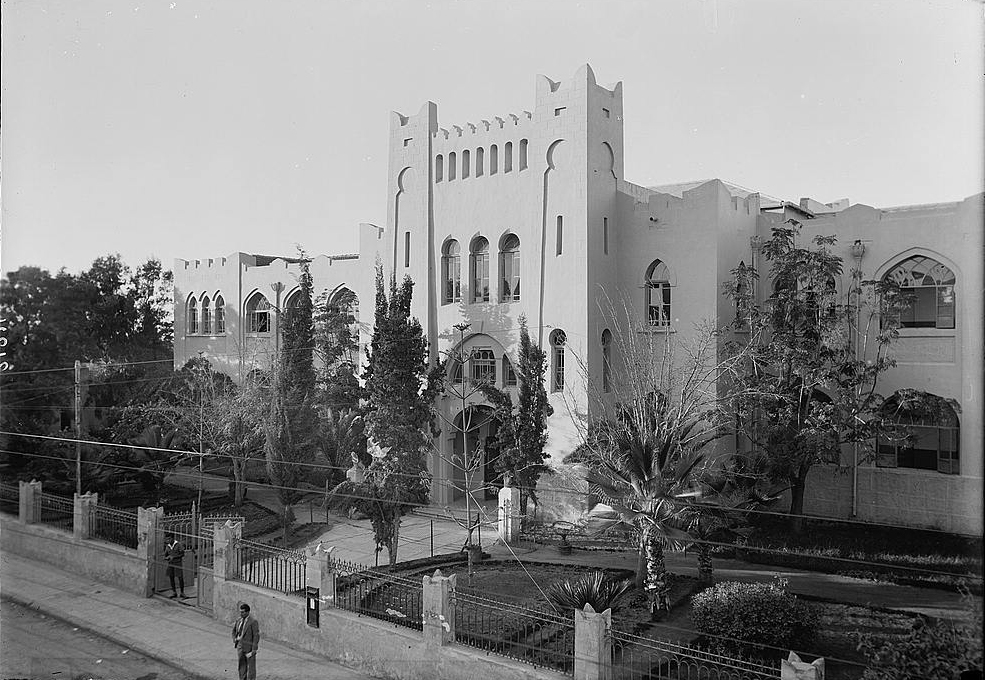
Gymnasia Herzliya (1909)
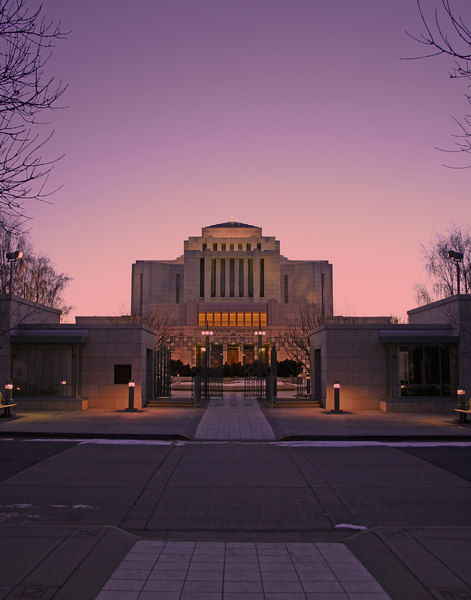
Templo de Alberta (1913)
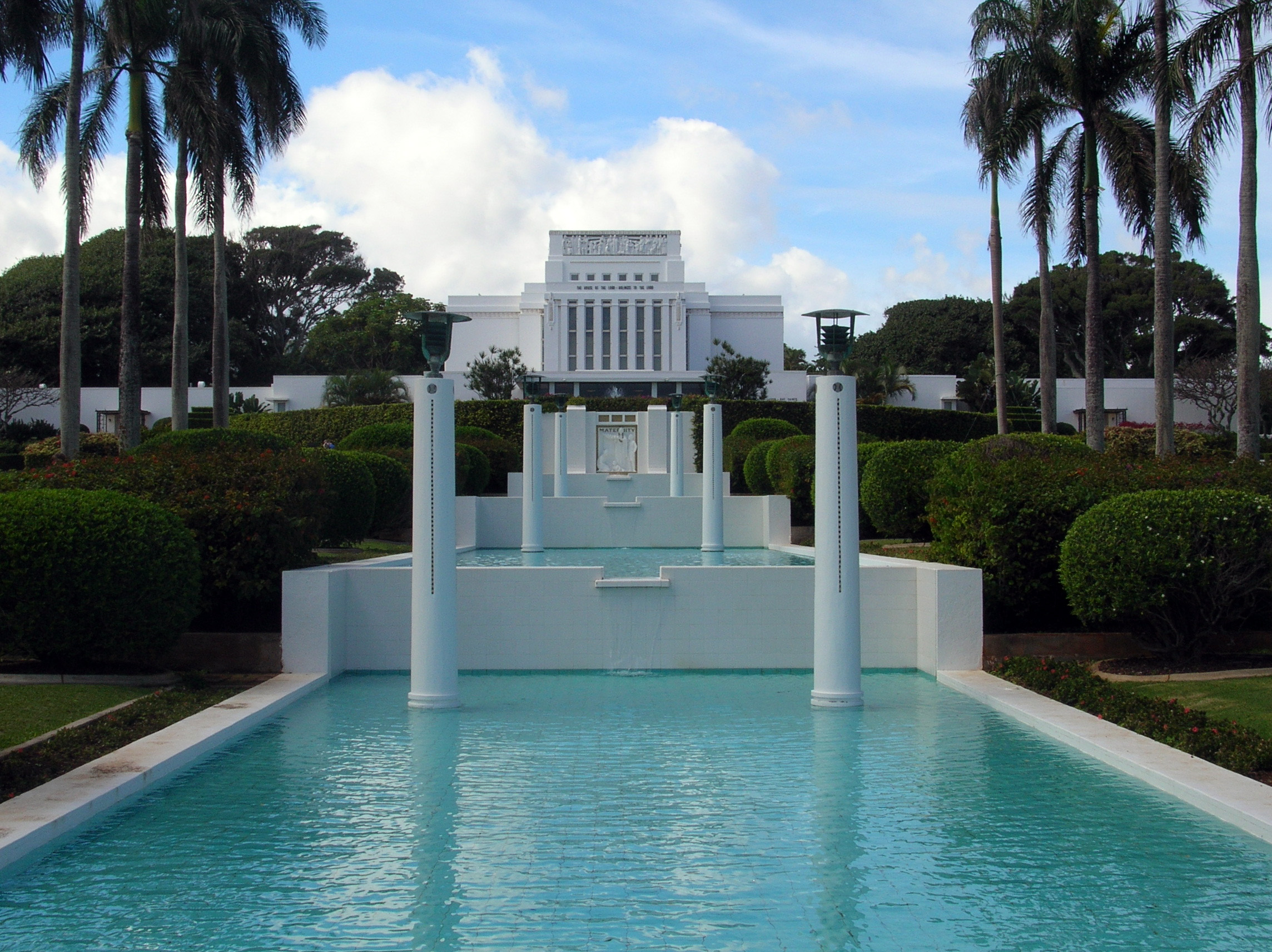
Templo de Laie (1916)
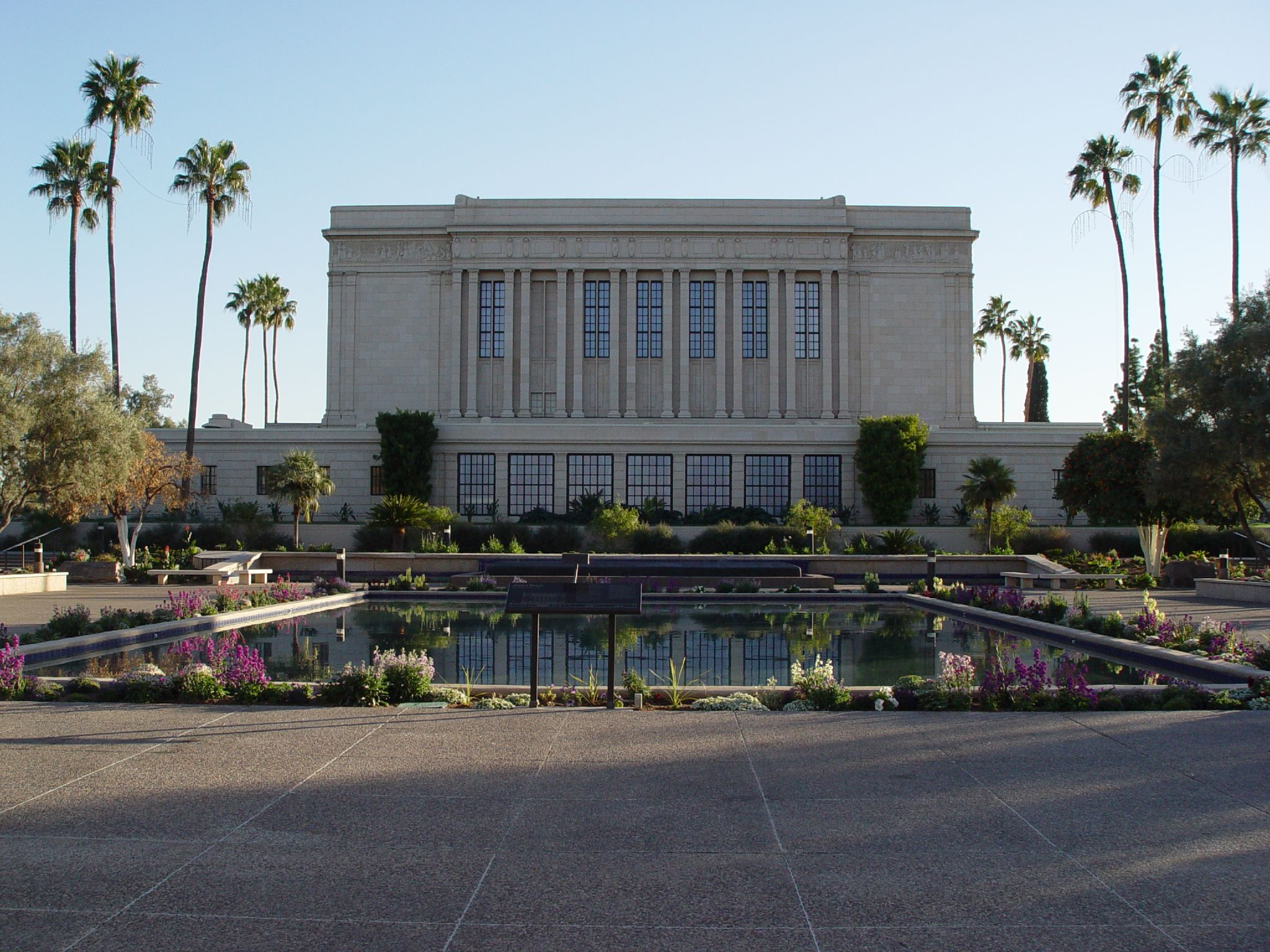
Templo de Mesa (1922)
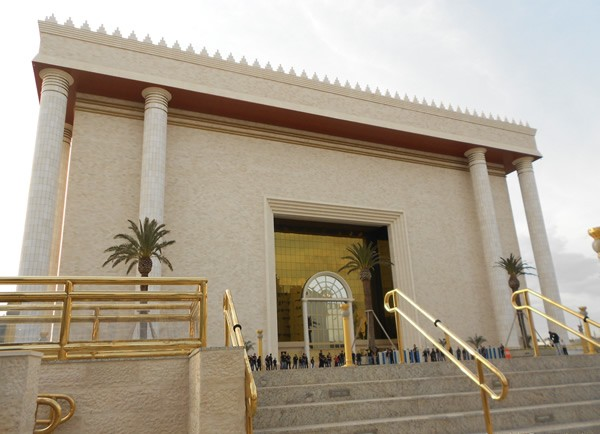
Templo de la UCKG (2014)

Durante mucho tiempo, los europeos creyeron erróneamente que la Cúpula de la Roca en Jerusalén era el propio Templo de Salomón, ya que ocupa el solar del mismo tras su destrucción por las tropas de Tito. Con esta idea, muchos edificios fueron diseñados como evocando la forma octogonal de dicha mezquita. Muchos de estos edificios están vinculados a los Caballeros Templarios que tuvieron la cercana Mezquita de Al Aqsa como su sede en Jerusalén. En este grupo se incluyen:
- Siglo XII: iglesia de Santa María de Eunate. Construida probablemente por los Templarios en Muruzábal, Navarra.
- 1208. Iglesia de la Vera Cruz (Segovia).
- Siglo XV: iglesia de San Giacomo en Italia.

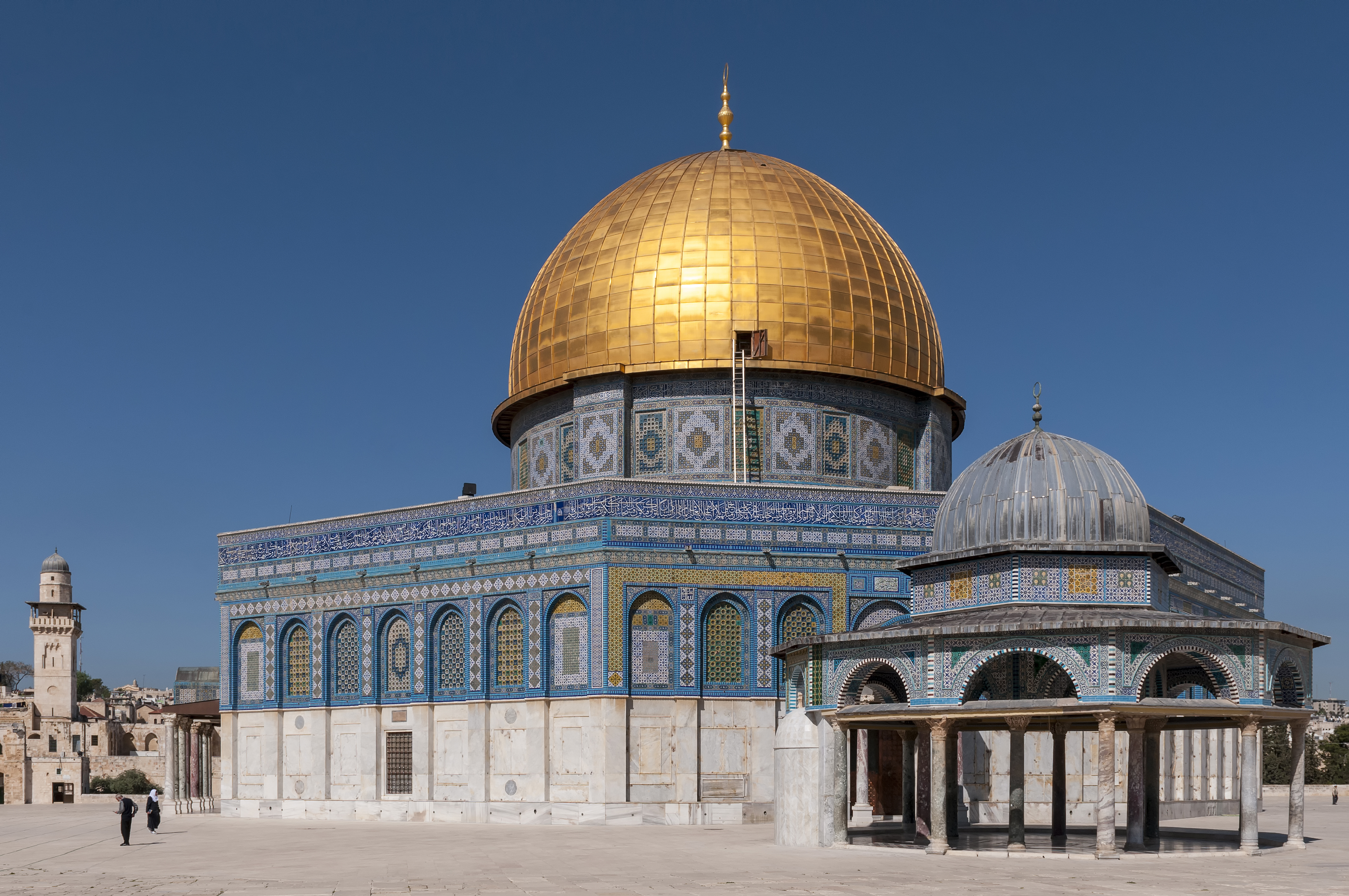
Cúpula de la Roca (685 d.C.)
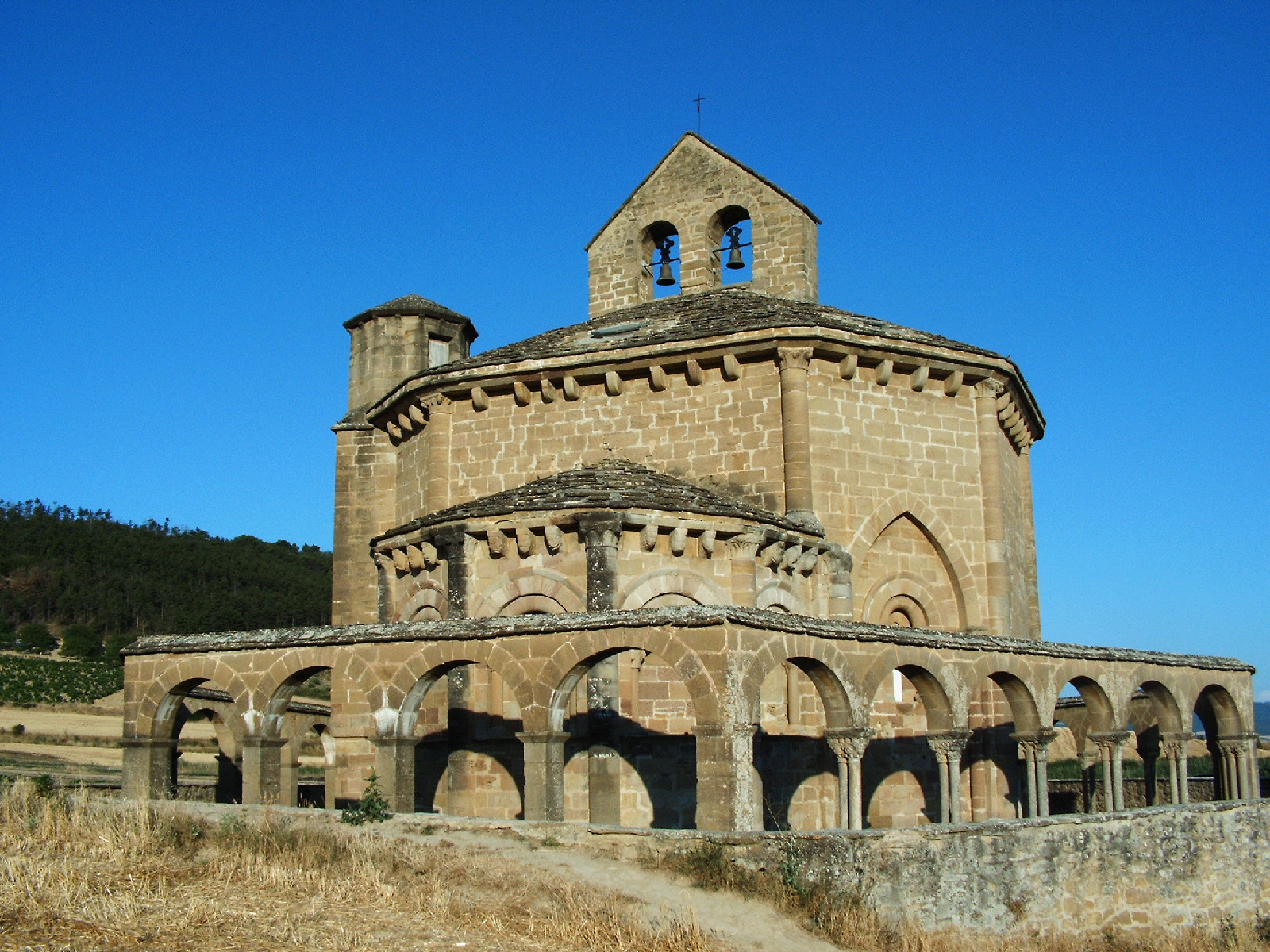
Iglesia de Santa María de Eunate (s.XII)
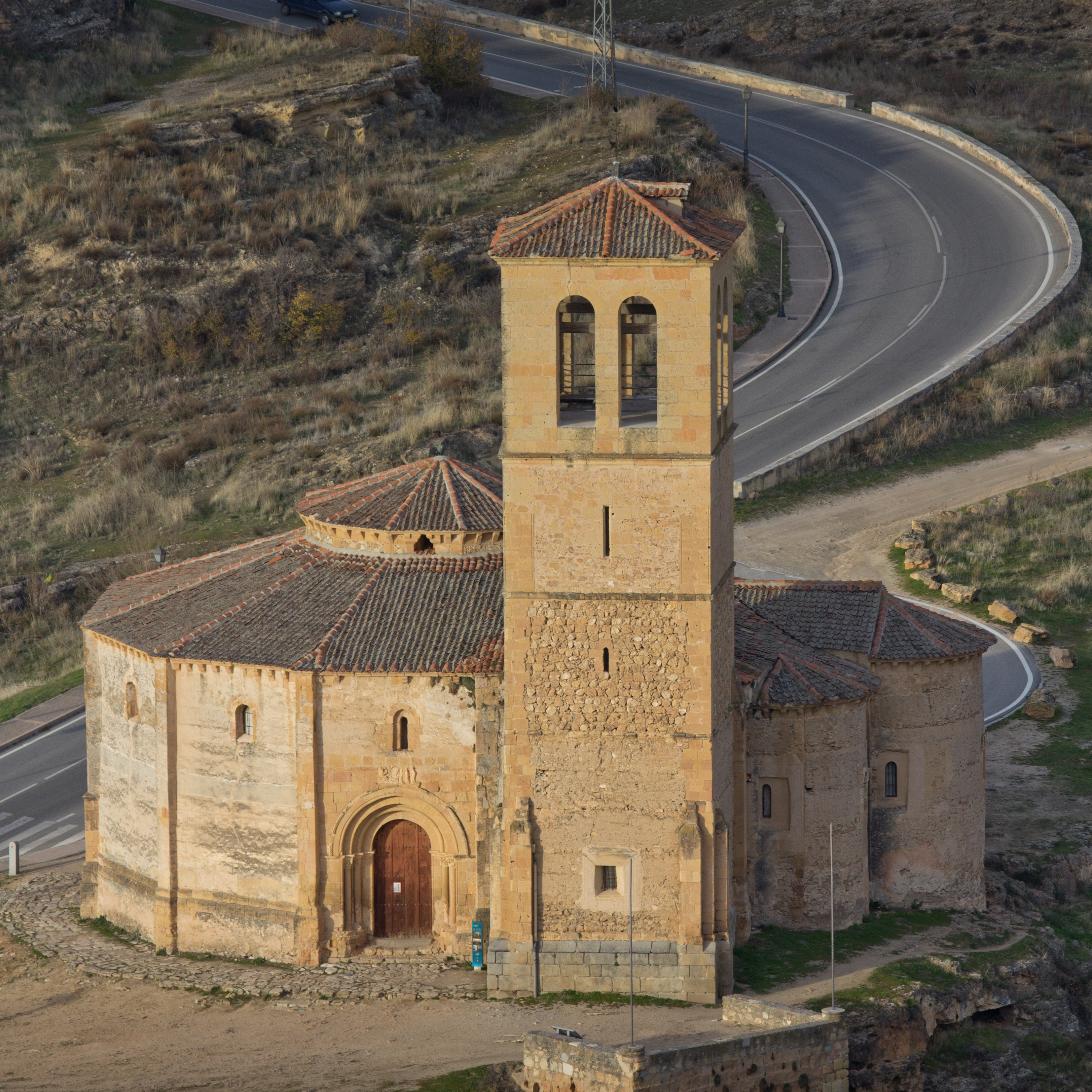
Iglesia de la Vera Cruz (1208)

## Pinturas
- 1505: Rafael de Urbino, Los desposorios de la Virgen. El fresco muestra el templo con claras reminiscencias formales de la Cúpula de la Roca, la mezquita que ocupa en la actualidad el solar del Templo de Salomón. También Las bodas de la Virgen de Perugino muestra el Templo como una versión renacentista de la Cúpula de la Roca.
- 1534 ca.: Tiziano, La Presentación de la Virgen en el Templo. Representa a la Virgen María entrando al Templo de Jerusalén con solo tres años. Fue encargado por la fraternidad con sede en la Scuola Grande di Santa Maria della Carita, un edificio que luego se incorporó a la Galería de la Academia de Florencia, donde ahora cuelga el óleo, de 3,3 × 7,7 m. La imagen sigue la tradicional iconografía de un templo de estilo romano sin mayores intenciones arqueológicas ni filológicas.
- 1540 ca.: Francisco de Holanda reproduce la "Columna Santa" que se conservaba en el Vaticano, con el siguiente texto latino bajo el minucioso dibujo: «Hay también columnas que son torcidas y estriadas y cubiertas de esculptura, las cuales trujo a Roma Constantino del templo de Salomón; una de ellas es famosísima, porque en ella solía Nuestro Salvador arrimarse muchas veces para predicar y tiene grande virtud contra los espíritus malinos.»
- 1588 ca.: Pellegrino Tibaldi, frescos en el claustro del Monasterio de El Escorial. El italiano realizó varias variaciones del Templo, todas con floridas columnas salomónicas: en La expulsión de los mercaderes del Templo forman un pórtico al fondo, junto al altar; la Presentación de la Virgen reproduce ese elemento en otro escenario que es a la vez un interior (A juzgar por la bóveda del fondo a la derecha) y un exterior (si nos atenemos al pórtico de la izquierda); los Desponsorios están más próximos a la tradición de Giulio Romano con una bóveda central marcada en escorzo por columnas salomónicas con una cúpula insinuada en el centro.
- 1892: Enrique Simonet, Flevit super illam. El cuadro, conservado en el Museo del Prado, muestra el pasaje del Evangelio según San Lucas en el que Jesús llora por Jerusalén (episodio conocido como Flevit super illam en Latín) anticipando las desgracias que la esperan. El episodio transcurre en el Monte de los Olivos y al fondo puede verse el Segundo Templo. Para la ejecución de la obra Simonet viajó a Jerusalén para documentarse.

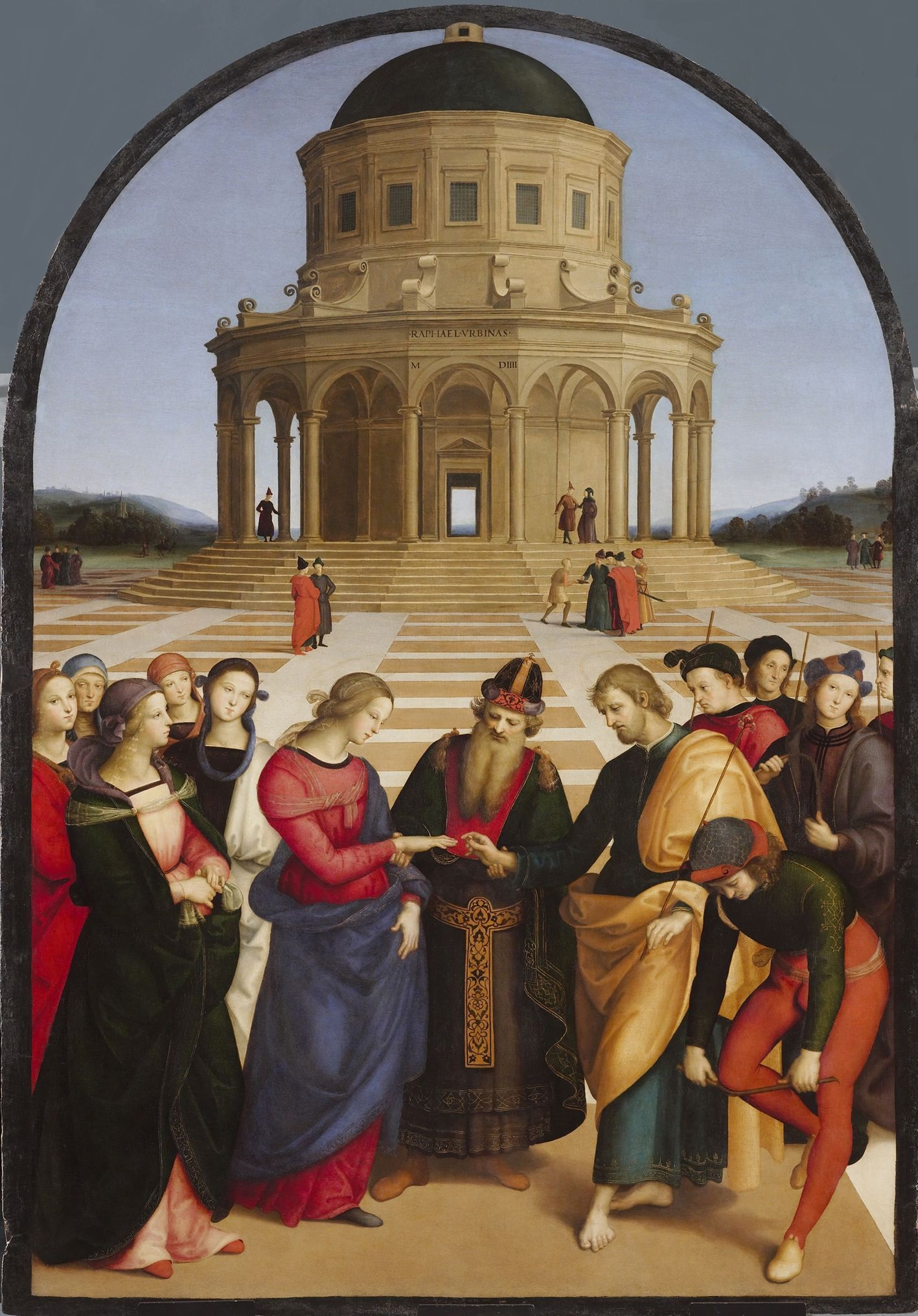
Los desposorios de la Virgen (Rafael, Palazzo Brera, Milán, 1505)
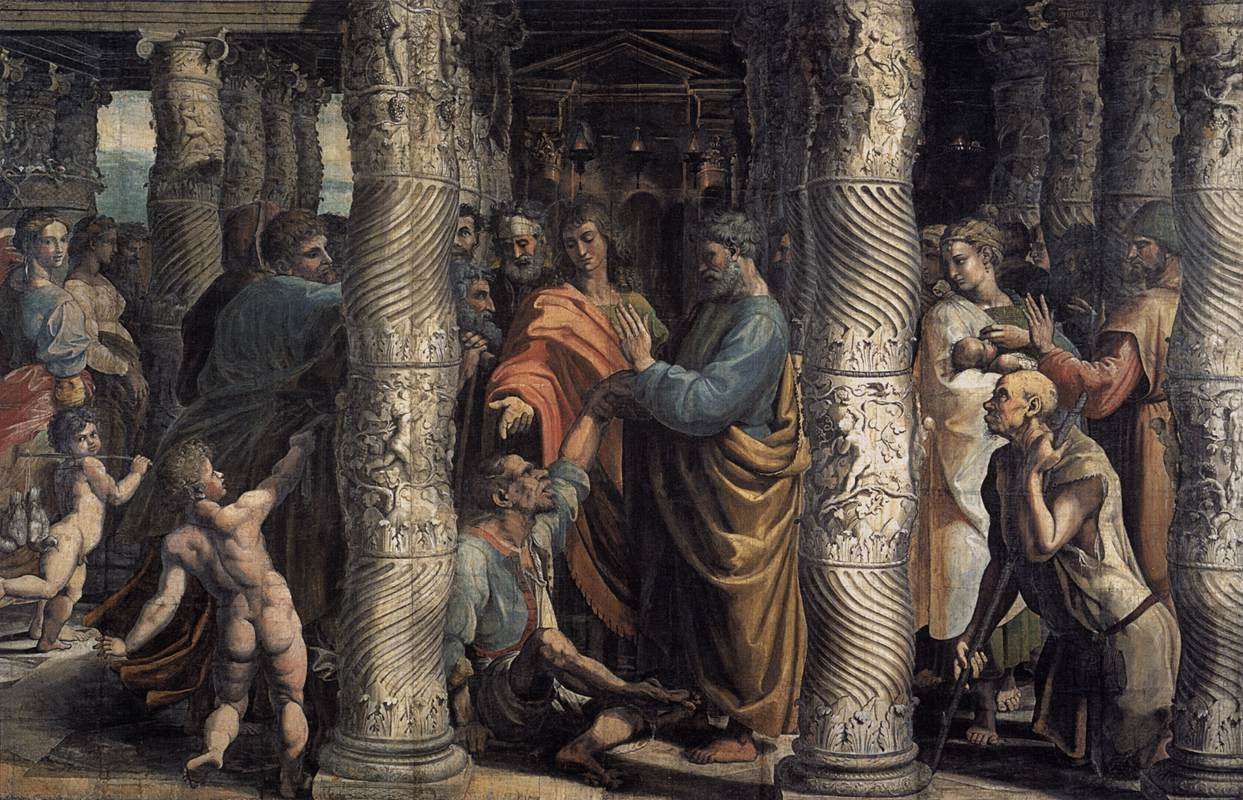
La curación del paralítico (Rafael, Royal Collection, 1515)
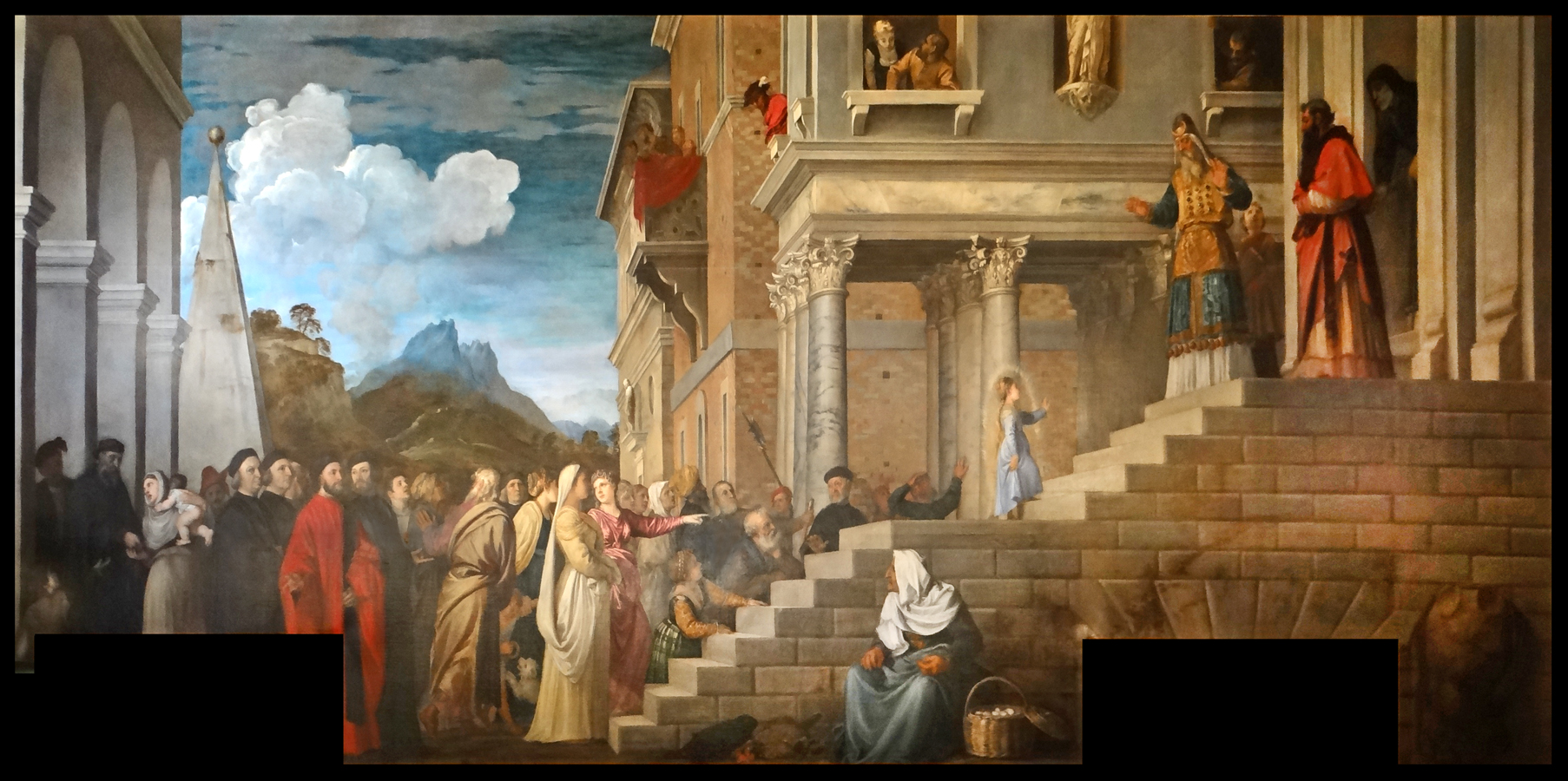
Presentación de la Virgen en el Templo (Tiziano, Galería de la Academia de Florencia, 1534-1538)
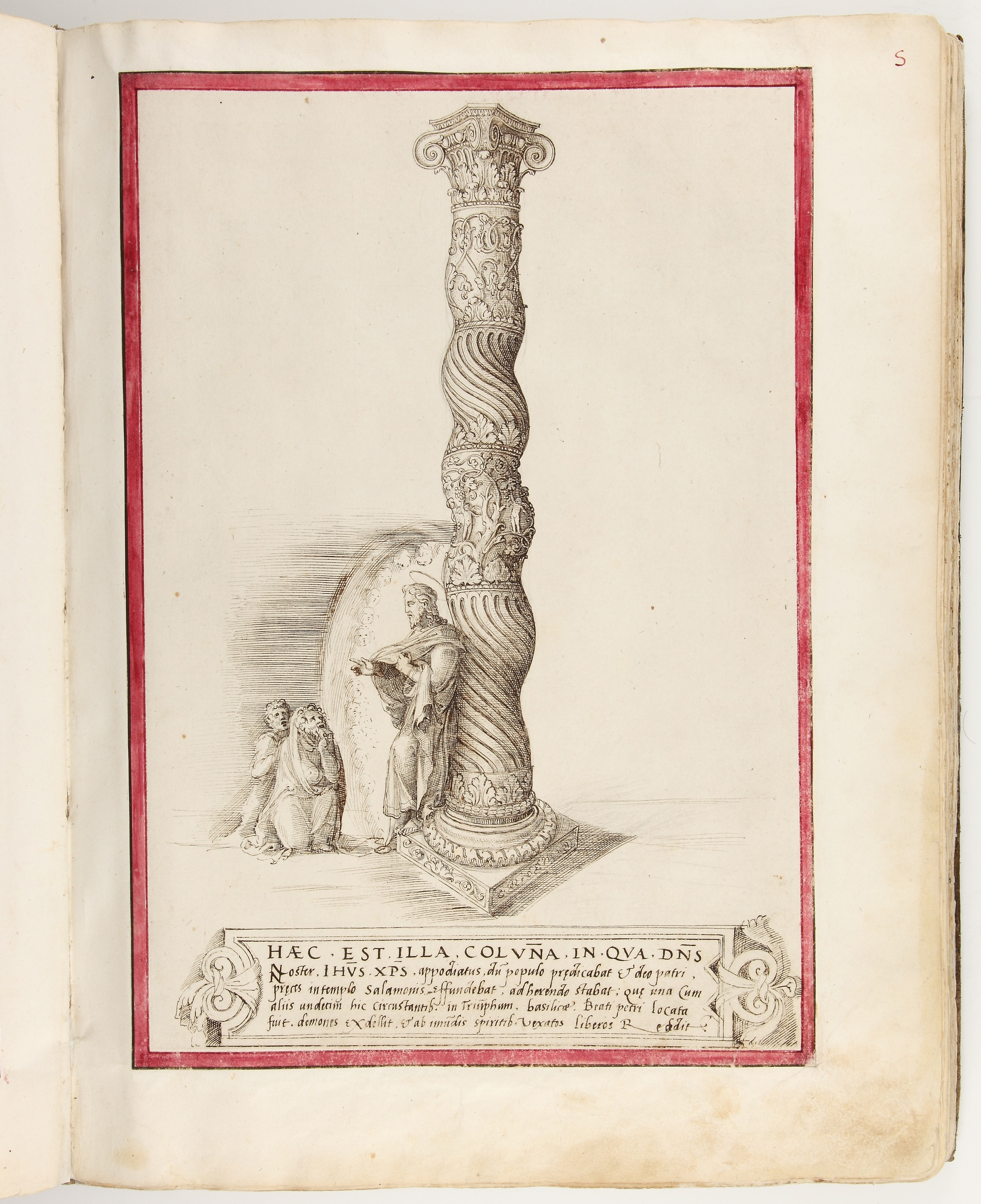
Os desenhos das antigualhas (Francisco de Holanda, Monasterio de El Escorial, 1538-1541)
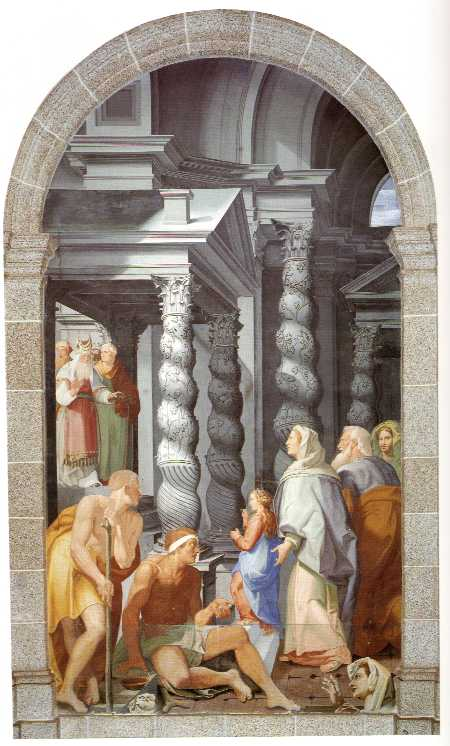
Presentación de la Virgen en el Templo (Pellegrino Tibaldi, El Escorial, ca. 1588)
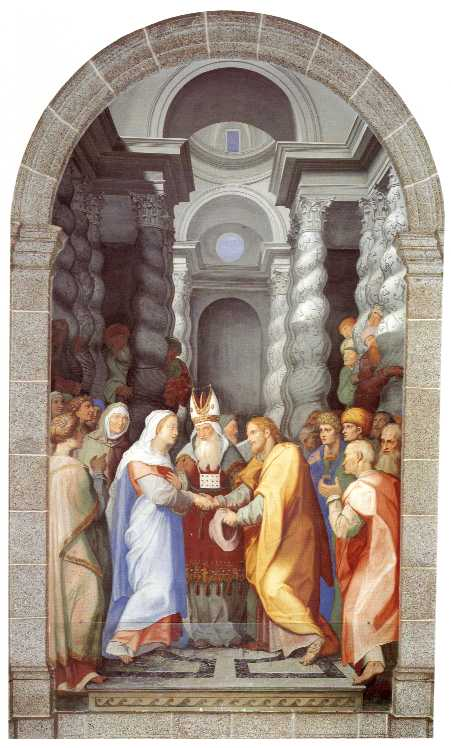
Los desposorios de la Virgen (Pellegrino Tibaldi, El Escorial, ca. 1588)
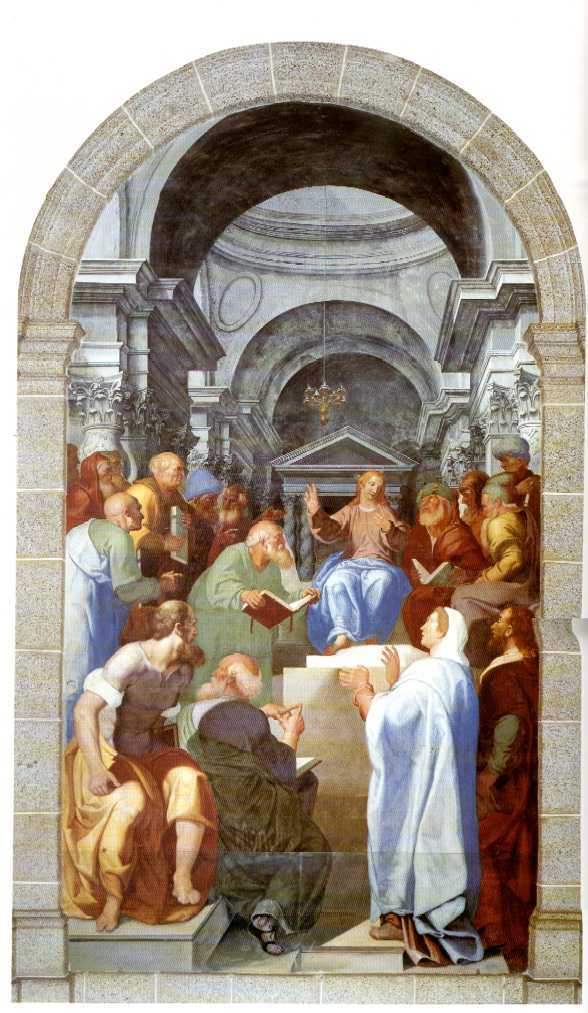
Jesús ante los doctores (Pellegrino Tibaldi, El Escorial, ca. 1588)
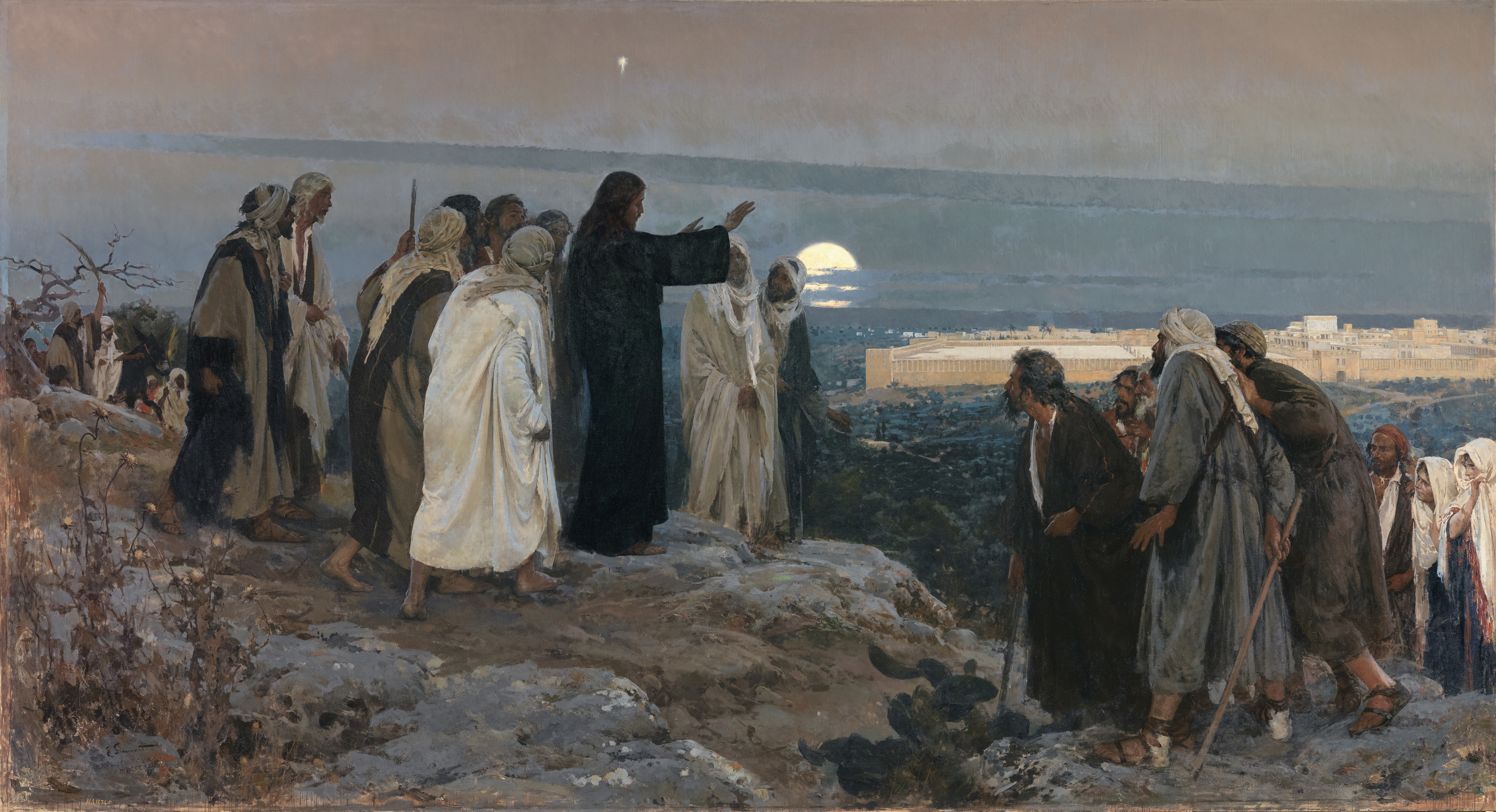
Flevit super illam (Enrique Simonet, Museo del Prado, 1892)

## Libros
- 1170: Ricardo de San Víctor, De Templo Salomonis ad litteram y De Aedificia Ezechielis. Estos dos tratados nos han llegado a través de la edición de sus obras completas en Lyon, 1534, e incluye xilografías con grabados del templo, de estilo románico, que representaron un primer avance en la comprensión del problema pese a su ingenuidad. San Víctor mantenía que para poder entender el sentido simbólico y analógico del Templo era necesario comprenderlo primero de forma literal, es decir, visualizarlo como una construcción real. Como San Jerónimo, diferenciaba claramente el Templo de Salomón del de Ezequiel.
- 1180: Maimónides, Misnah Torah (manuscrito origina conservado en Biblioteca Bodleiana de Oxford). Moisés ben Maimon, llamado Rambam o Maimónides (Córdoba, 1135 - Tiberias, 1204), realizó un análisis muy riguroso apoyado en unos esquemas que son, seguramente, la primera reconstrucción «seria» del Templo de Herodes. Maimónides, que tuvo que huir de España, pasó por Marruecos y Palestina, terminando en Egipto como médico de la corte del sultán Saladino. Para algunos, los esquemas de sus comentarios están dibujados por el mismo Maimónides.
- 1492: Nicolás de Lira, Biblia. Postillae perpetuae in universam S. Scripturam, París. Se trata de una vasta recopilación de notas y comentarios escrita entre 1322 y 1331. Fue el primer comentario bíblico en ser imprimido, en Roma en 1471. Una exposición lúcida y concisa y observaciones sensatas hicieron del Postillae el manual de exégesis más consultado hasta el siglo XVI. El texto incluye interesantes reconstrucciones del Templo de Jerusalén, ilustrando el Libro de Ezequiel. La influencia de Maimónides se deja ver en la forma rectangular del conjunto, pese a especificar el texto que in circumitu habens quotibet laterum quingentos calamos. Lira se cuidaba mucho de citar fuentes judías para no ser tachado de judaizante, manteniéndose así en la tradición cristiana de considerar el Templo de Jerusalén profetizado por Ezequiel en su aspecto espiritual y no material.
- 1493: Hartmann Schedel, Liber chronicarum, Nuremberg. Aunque las láminas sobre el Templo de Ezequiel tienen demasiado parecido con la obra de Lira, destacan las imágenes de la Jerusalén de su época y la destrucción de la ciudad por Tito. En estas imágenes se asimila el Templo de Salomón con el Domo de la Roca de aspecto centralizado, idea que coincidía con la que traían los peregrinos de Tierra Santa. El Templo aparece elevado sobre una escalinata en el centro de una Jerusalén circular con murallas concéntricas, en el que un solo muro le separa del exterior. Los numerosos grabados son nuevos, excepto unos pocos tomados de la Biblia de Koberger (1481), de las Postillae de Nicolás de Lira (ed. 1483) y de la Biblia italiana de Gugliemo Anima Mia (1490-1493), reproducida posteriormente por Holbein.
- 1561: Sebastián Castellion, Biblia interprete Sebastiano Castalione una cum ejusdem annotationibus, Basilea. A las primeras reconstrucciones de la era de la imprenta pertenecen las ilustraciones del Ezequiel del helenista y teólogo protestante francés Sèbastien Castalion, Castellion o Châteillon (Bresse 1515 - Basilea 1563). Vivió en Lyon, Ginebra, Estrasburgo, Lausana y, finalmente, Basilea, donde obtuvo la cátedra de griego. Su abierta postura a favor de la tolerancia religiosa le llevó a graves diferencias con Calvino y sus seguidores. En la ilustración del Templo de Salomón sólo representa el Santuario, ya que considera que su exterior era igual que el de Ezequiel. Su propuesta de este último es de clara centralidad criciforme, lo que le lleva a colocar el Santuario en el centro del atrio interior y de la composición. La puerta occidental sustituye al edificio que la Biblia situaba detrás del Sancta Sanctorum, favoreciendo la simetría radial del conjunto. El atrio exterior queda así partido en cuatro espacios cuadrados de 200 codos de lado con los patios cuadrados de las cocinas en cada esquina, haciendo una cruz perfecta. Esta composición favorece la idea renacentista de que el Templo de Jerusalén prefiguaba a la Iglesia fundada por Cristo.
- 1565-69: Galeazzo Alessi, Libro dei misteri. Progetto di plianificazione urbanistica, architettonica e figurativa dil Sacro Monte di Varallo in Valsesia, ed. facs. A. Forni, Milán, 1974. La plaza central de su proyecto del Sacro Monte di Varallo incluía una recreación del Templo de Salomón con un interior ortodoxamente proporcionado a las medidas rectangulares de la Biblia, pero con un curioso exterior octogonal, en el que intenta conjugar la importancia iconográfica del Domo de la Roca en la tradición implantada por los peregrinos. El mismo Alessi escribe el siguiente texto en la lámina del interior del Templo: "so uoluto poi ridur la parti di fuori ni figura ottangola, accio 'sicópiaccia alla impressione che hanno molti cha hanno uisto assai spesso dipingire detto timpio in diversi luoqui di figura ottangulari [...]". En este sentido, el aspecto bulbado de la cúpula es una perfecta evocación de la Cúpula de la Roca en Jerusalén.
- 1584: Cristiano Adrichomio, Jerusalem sicut Christi tempore floruit, Colonia. El holandés publicó una reconstrucción topográfica minucuiosa de la Ciudad Santa con un gran éxto, ya que se reimprimió en muchos idiomas en los dos siglos siguientes. Reorientó el sentido de «peregrinación espiritual» de los via crucis anteriores proponiendo una restitución del camino de la Pasiónrecorrido efectivamente por Jesús.
- 1596-1604: Juan Bautista Villalpando, In Ezequielem Explanationes, Roma. El jesuita cordobés imaginó un edificio majestuoso y proyectado por Dios, según lo describía el profeta Ezequiel en la Biblia. Fue discípulo de Juan de Herrera y un gran estudioso y defensor de Vitruvio, por quien relaciona la forma y  dimensiones del Templo con las proporciones del cuerpo humano. Se imprimieron en total, tres volúmenes que fueron editados entre 1598 y 1606, a pesar de que tienen fecha el primero en 1596 y los dos últimos en 1604. La obra fue publicada en Roma, gracias al mecenazgo de Felipe II. Villalpando (su socio Jerónimo de Prado murió antes de ver publicada la obra al completo) entendía que para comprender bien el Templo de Salomón no bastaba con la lectura de su descripción, sino que era necesaria una representación gráfica del Templo. Creía que las medidas que citaba Ezequiel debían ser las mismas del de Salomón, ya que no tenía sentido que Dios hubiera hechos dos proyectos perfectos diferentes. Su Templo era de planta cuadrada de 500x500 codos, y atribuía esa forma a la distribución de las tribus de Israel en el desierto. Las torres de 50x50 codos simbolizarían las tiendas de cada tribu. El conjunto del Templo está dividido en siete atrios de 100x100 codos, y un rectángulo central de  100x200 codos, donde estaría ubicado el Santuario. Hay planos de sus tres plantas, un alzado de la fachada oriental, y una sección de los muros de la bóveda del santuario. Los patios de las cocinas se situarían en los sótanos del edificio.
- 1615: Martín Esteban, Compendio del rico aparato y hermosa architectura del templo de Salomón..., ed. Juan Gracián, Alcalá. El jesuita madrileño mezcló sus propias lecturas bíblicas con el libro de su maestro Villalpando. Si bien sólo incorporó un esquema de la planta de Villalpando, incluyó un interesante estudio teórico sobre las medidas hebreas.
- 1642: Jacob Judá León, Retrato del Templo de Salomo. En el qual brevemente se descrive la hechura de la fabrica del Templo y de todos los vasos y Instrumentos con que en el se administrava, cuyo modelo tiene el mismo Autor, como cada uno puede ver". El librito, en edición española y holandesa, acompañaba a una maqueta que exhibió por toda Europa de aproximadamente 1,30x1,20x0,60 metros a una escala de 1:300.
- 1678: Juan Caramuel, Architectura civil, recta y obliqua considerada y dibuxada en el templo de Ierusalen [...] promovida a suma perfección en el templo y palacio de S. Lorenço cerca del Escurial que invento con su divino ingenio, delineo y dibuxo con su real mano y con excessivos gastos empleando los mejores architectos de Europa erigió el Rey d. Phelipe II, Vigevano. Caramuel propone romper con las tradiciones y convenciones establecidas al basarse en el plano inclinado y los efectos de la perspectiva artificial. Se justifica con la evolución histórica de la arquitectura desde la primera cabaña de Adán hasta el Templo de Jerusalén, cumbre con El Escorial de dicha oblicuidad.

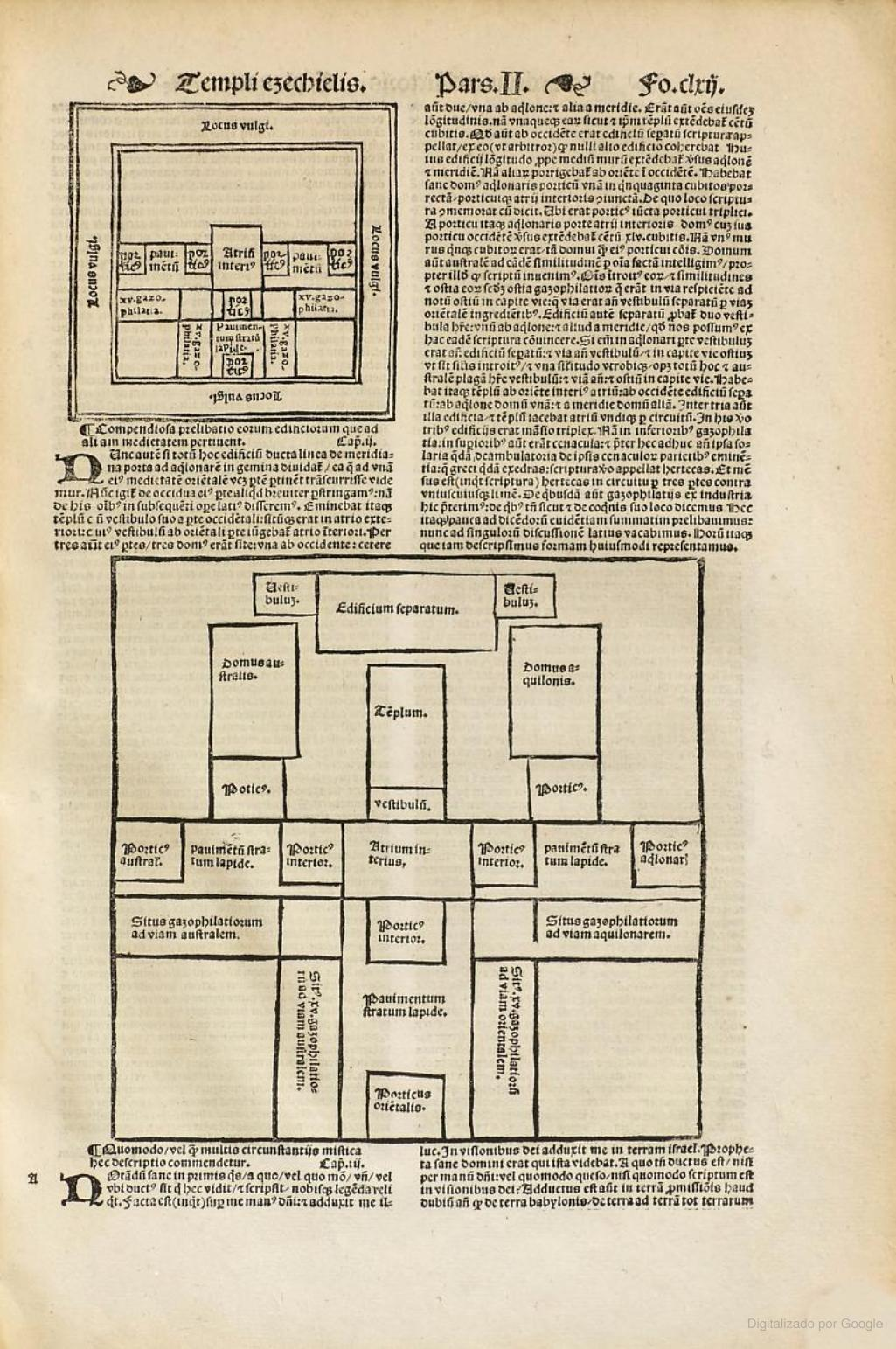
Ricardo de San Víctor (1170, ed. 1534)
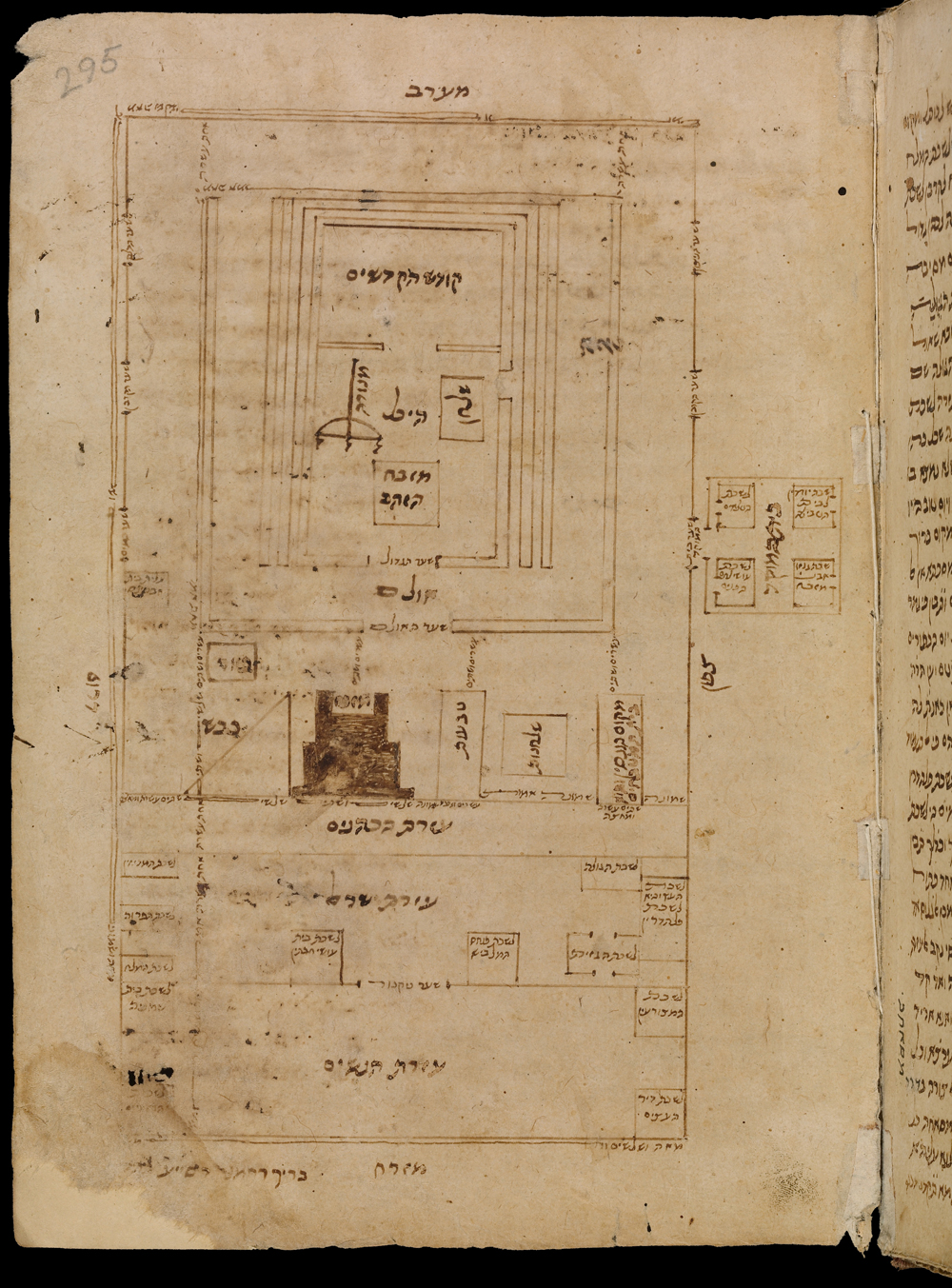
Maimónides (1180)
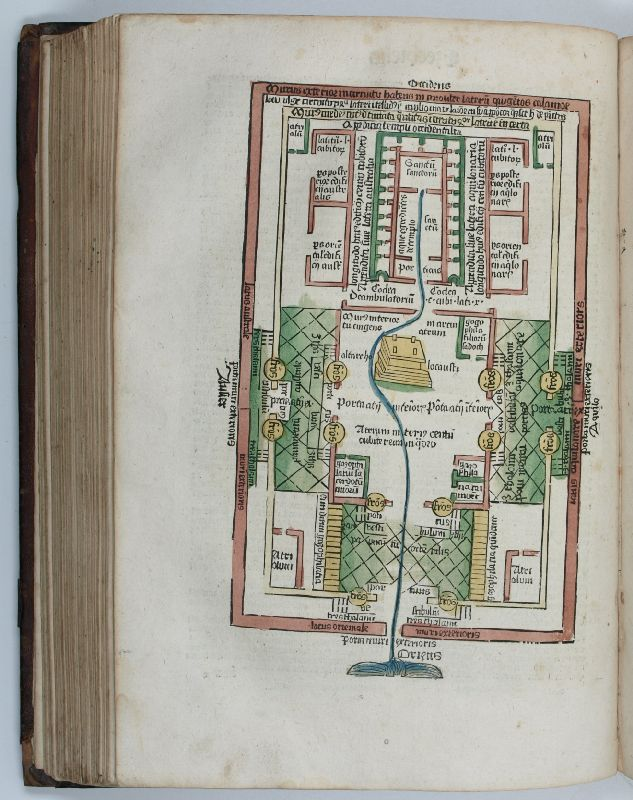
Nicolás de Lira (1492)
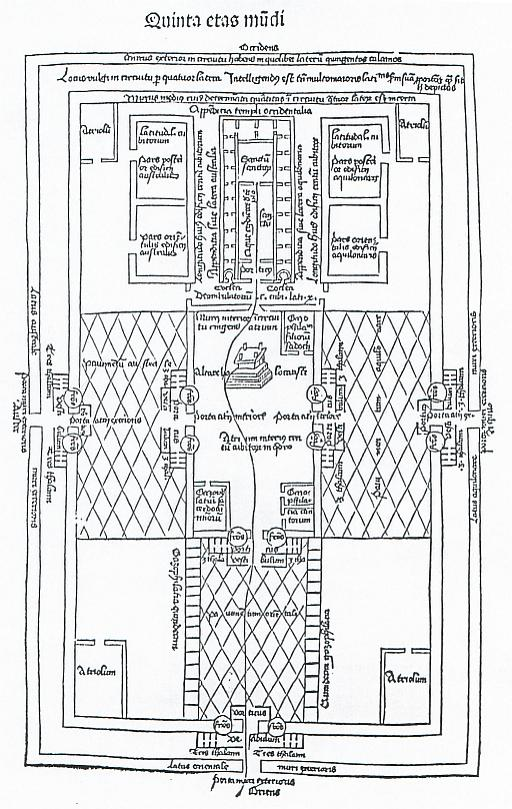
Hartmann Schedel (1493)
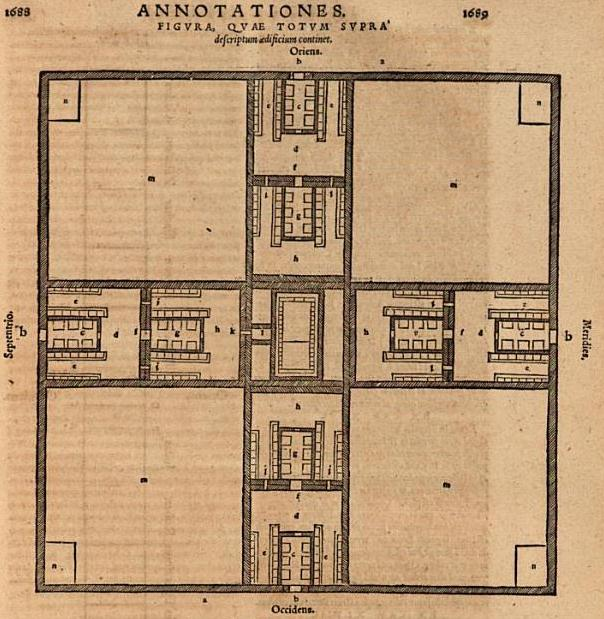
Sebastián Castellion (1551)
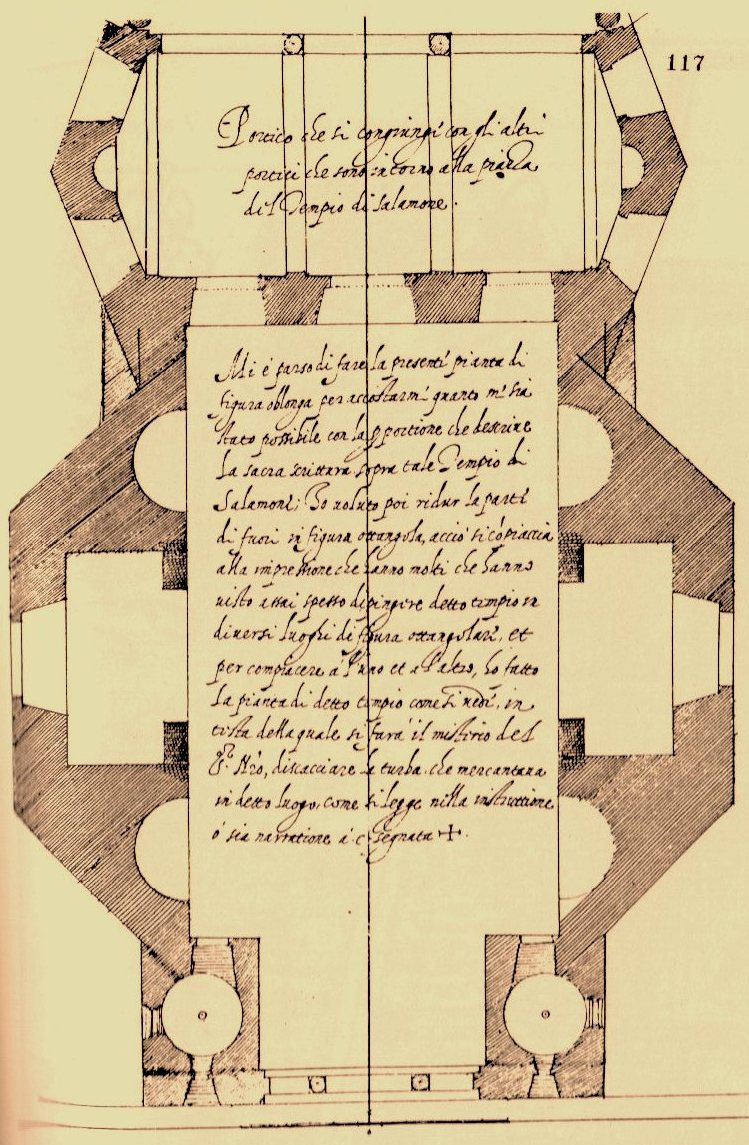
Galeazzo Alessi (1565)
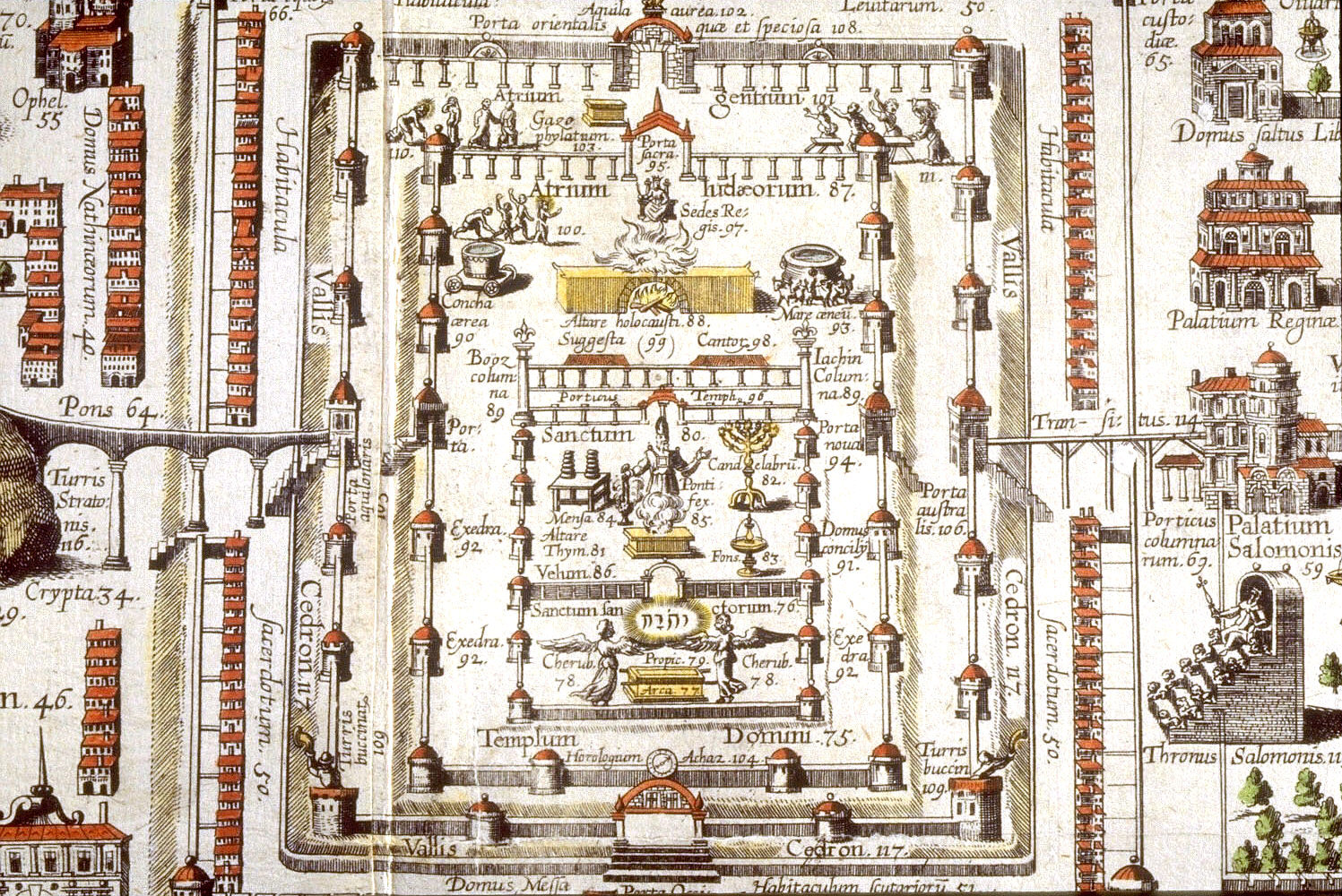
Cristiano Adrichomio (1584)
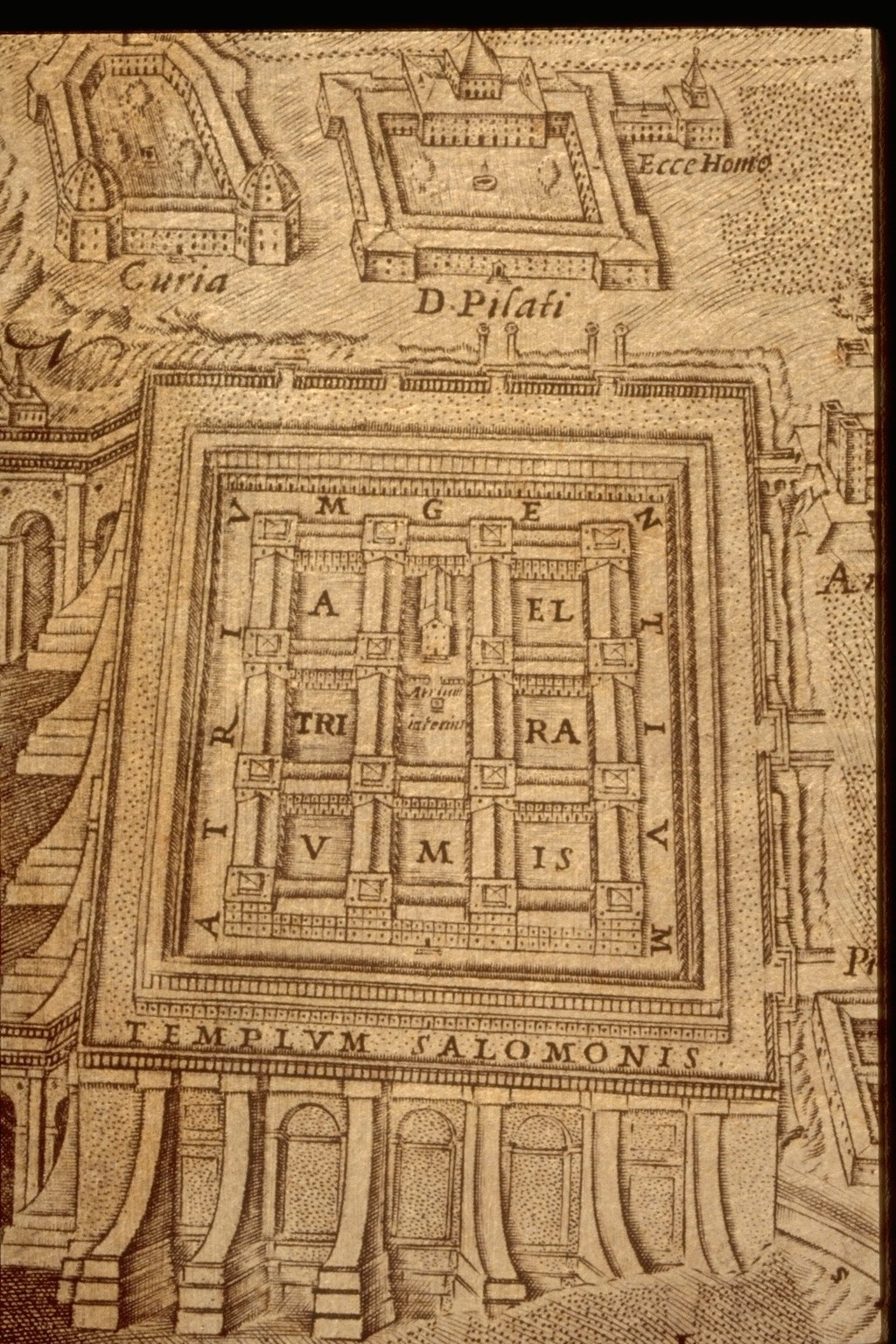
Juan Bautista Villalpando (1596)
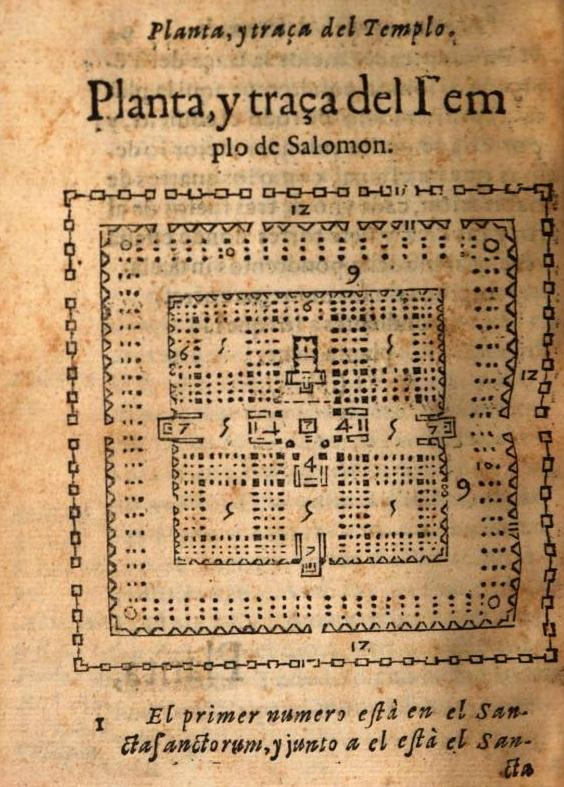
Martín Esteban (1615)
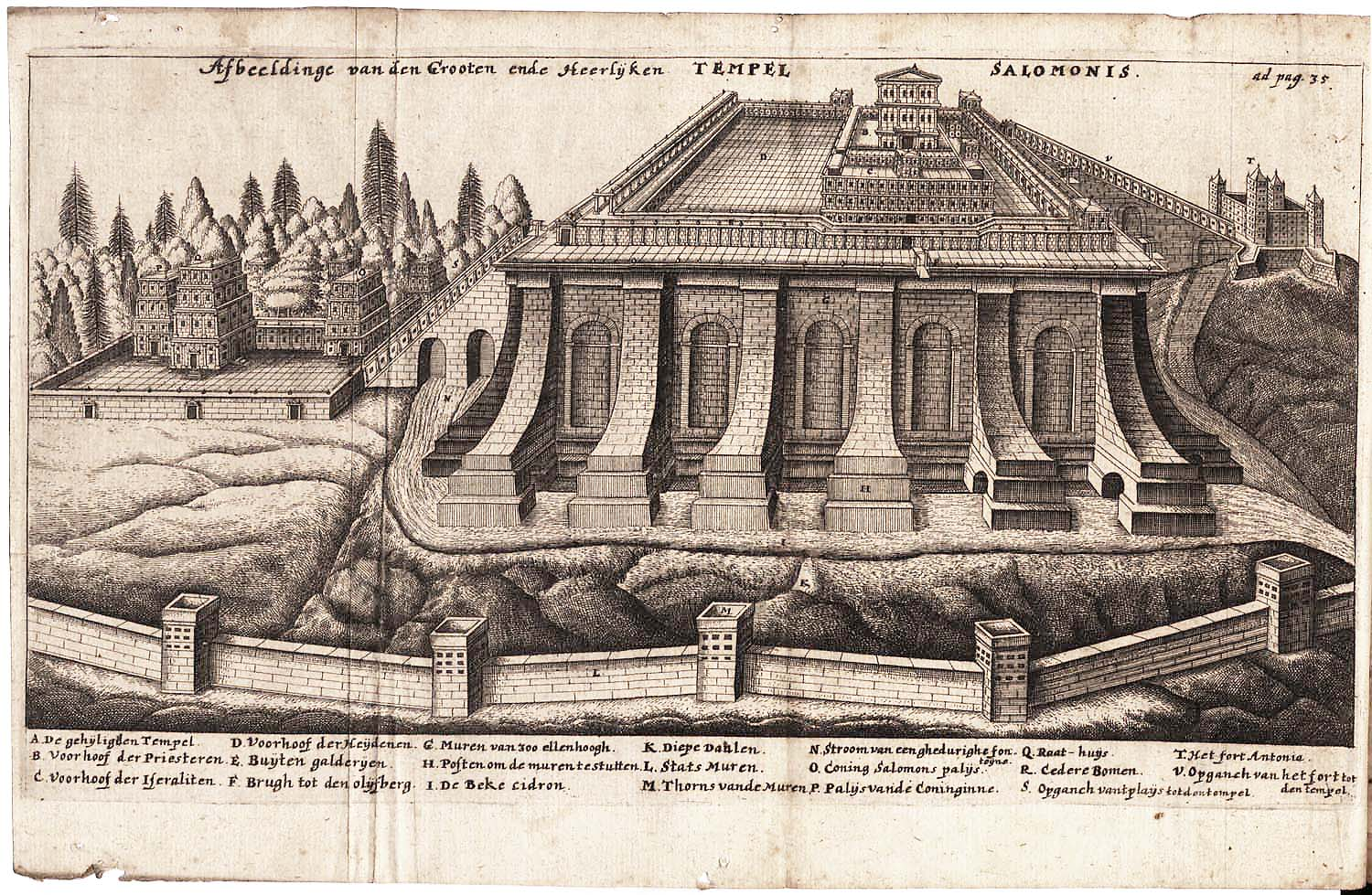
Jacob Judá León (1642)
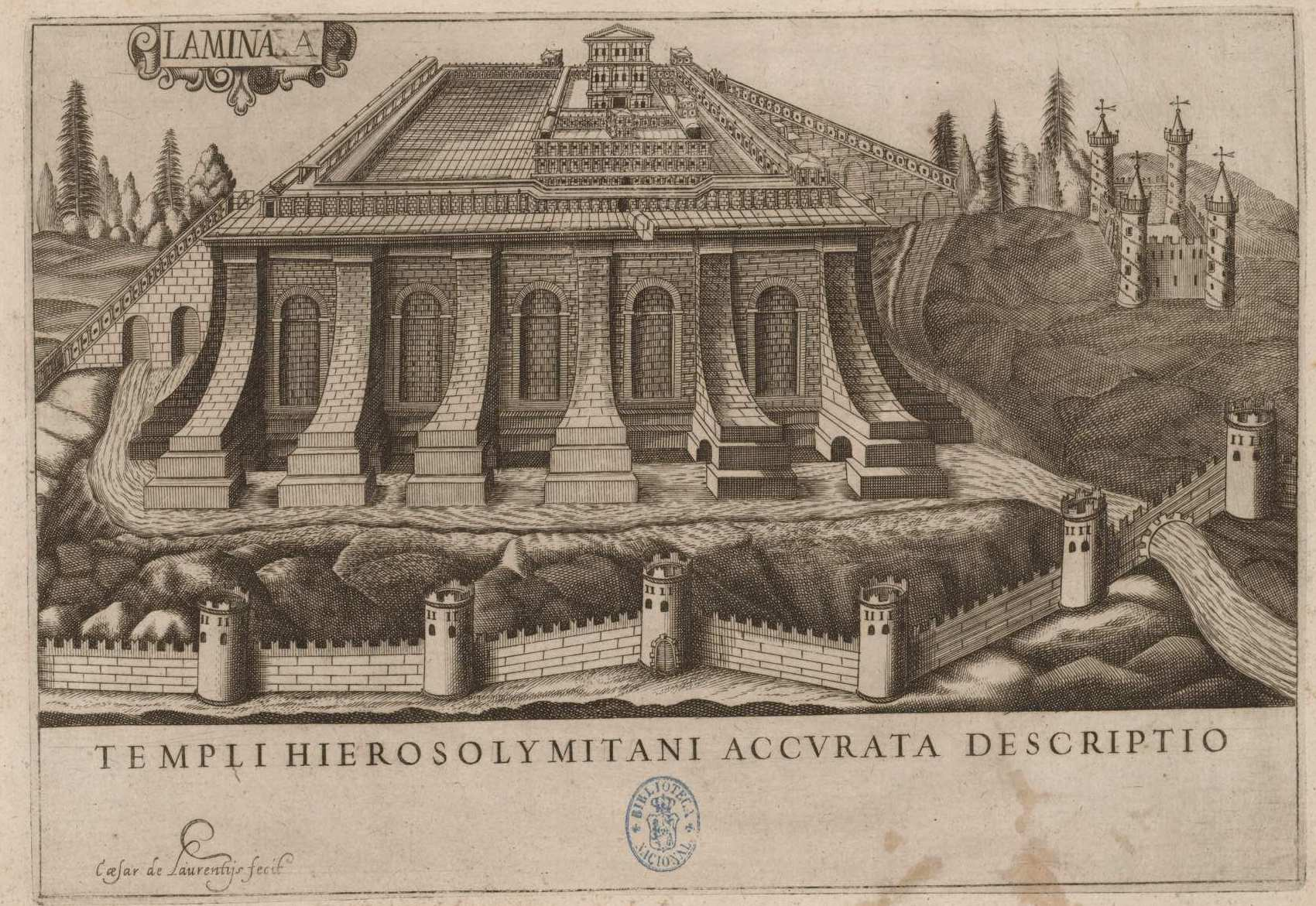
Juan Caramuel (1678)